# 魔之系列
《今天开始做魔王》（日语：まるマシリーズ）是日本小說家喬林知創作的輕小說系列，插圖是松本手毬。亦改編成動畫、漫畫、電子遊戲及音樂劇。

## 故事簡介
平凡得不能再平凡的高中生澀谷有利，在一次偶然打抱不平的過程中，被一群不良少年拉進女廁所中報復。然而，就在他無比落魄的時刻，更加莫名其妙的事情發生了，他被抽水馬桶沖到了一個異世界。一頭霧水的有利，初來乍到就被認定是這個異世界中真魔國的魔王陛下。從此，他那令人啼笑皆非的魔王經歷正式拉開了帷幕。他的身旁開始被四個性格各異的帥哥包圍；他不知所謂地和俊美異常的美少年訂婚；在沒有知覺的情況下變身為真正的魔王；更別提的是被卷進外交衝突和宮廷政變中……總之，他的生活發生了徹頭徹尾的變化，但他仍然能夠返回現實世界，享受一段平凡的高中生活，然後又在某個意想不到的時刻，掉進水中重返魔幻世界，經歷一次新的冒險。有利和他身邊的四個帥哥，在今後多變的生活中還會有怎樣離奇的經歷，譜出怎樣的笑談呢？讓我們就從今開始，就和這個善良單純又有點傻氣的魔王一起冒險……

## 登場角色

### 主要角色
澀谷有利（聲：櫻井孝宏 / 幼年時期：金井美香（日本）；賀宇傑（台灣））
本作主角。
出生於美國波士頓，在埼玉縣長大。生日為7月29日。身高是169.8cm。握力是50台。
真魔國第27代魔王。名字在真魔國是7月的意思。
和平主義者、女性平權主義者、具責任感、同情心，正義感及行動力極強；熱血棒球少年，常扮演吐槽的角色，平時老好人但在某些地方意外的固執，急性子，情緒激動時會在腦內演奏土耳其進行曲並以近似其快節奏碎碎念，一旦暴走就連自己也無法收拾。
初來真魔國對即位搖擺不定，但在親身經歷人類與魔族的初次衝突後[動畫版在第3集，小說則是第1卷]，下定決心接任魔王，為改造魔族與人類和平共存的世界努力。
喜歡結交朋友，時常親力親為的到人類國家去打交道，雖然魯莽，但耿直熱心的性格，使不少人類國家對魔王及魔族改觀並願意與真魔國結盟對抗侵略欲極強的大西馬隆。
主張魔族和人類和平共存，平宜近人無君主架子，被阿塔貝魯特戲稱為親民派魔王，極為重視身邊的伙伴，不把三兄弟看成臣子而是平等對待，在三兄弟及王佐的輔佐下，學習異世界的事物及朝文武兼具的合格魔王目標邁進。
在地球常被取的綽號是「澀谷有利原宿不利」，並以此在真魔國的正式文書簽字自我調侃。
情緒高昂進入魔王模式時會用時代劇的語調化為「將軍模式」下達懲罰。口頭禪是「傷害人命非我本意，雖逼不得已，也只好斬了你！」。懲罰時必定會以某種形式製造出正義這二個字；而動畫版中有利在魔王模式時頭髮會伸長，臉部也會變得成熟，但變身後皆無期間記憶[1.動畫版稍未明說2.小說後期則逐漸有部分記憶]。
受到父親影響，無比地喜歡棒球，西武獅的大粉絲。伊東勤是他特別尊敬的對象兼心中的老師No.1，並立志成為向他一樣的捕手，目前與肯拉特計畫將棒球作為真魔國的國技。
喜愛藍色系的東西，動物則喜歡白色的獅子（西武獅的吉祥物雷歐），討厭橘色的兔子（巨人隊的吉祥物傑比兔）。
父母皆為日本人，擁有亞洲普遍的黑髮黑眼，在異世界裡雙黑於魔族中奉為高貴的血統並且敬重（真魔國開國元勳大賢者的影響），但在人類國家被視為不吉利的顏色，時常被當作長生不老的名藥看待。
在地球長相平凡並不出眾，但在魔族的審美中有利似乎是絕世的美形。
喜歡鍛鍊，平時有晨練的習慣，憧憬肌肉，為獲得肌肉男體型努力中。
在真魔國的期間總是穿著全黑的學校制服(被雲特他們改成制服版王服)。
為真魔國三大魔女之一（茱莉亞）的轉生[真王指定其靈魂為下一屆魔王]。因初來真魔國被阿塔貝魯特強行打開靈魂記憶門導致歷代靈魂的性格混在一起，無意識時會浮現使用傲慢口吻的人格。
動畫中常戴著從肯拉特那兒得到的鑲有溫克特家徽的藍色魔石項鍊（據肯拉特說是有守護功能）。
小說裡雲特解釋君王若收下臣子給的物品則表示君王願意接受該臣子的絕對忠誠。有利分別得到三兄弟的忠誠[1.肯拉特給的掛墜(小說及動畫皆有)2.沃爾夫的金翼鳥(小說第1卷)3.古恩達親縫的白色獅子玩偶，因沒有鬃毛被有利說成是白豬(小說第3卷)；古恩達的小狸貓吊飾(動畫版)]。
容易受到動物的喜愛，舉凡骨飛族、骨魚族、卡羅利亞篇出現的綿羊，以及真魔國的夢幻保育類-熊蜂[與沃爾夫在迎賓館裡守護快出生的熊蜂繭，兩人被熊蜂認作雙親，每年都會回來產卵(在小說裡甚至被沃爾夫調侃怎麼又收養毫無血緣的孩子，有利反駁沃爾夫也是)]，而在動畫版中可以親近真魔國的保育類-龍族。
為禁忌之箱一鏡之水底的鑰匙[1.動畫版的鑰匙部位為血液(因地球魔族皆為溫克特的後代)能操縱禁忌之箱的能力，不會因法力暈眩。2.小說則未明確說是血液還是靈魂(※在設定集㋮本寫血液)。]
小說第9卷裡有一個無疾而終的準女朋友-橋本麻美(對方因失戀而擅自要有利跟他在一起並要要求有利跟他交換電郵，有利當時因對肯拉特的背叛耿耿於懷而無心答應加上沒有手機)。
莫爾吉勃（聲：櫻井孝宏（日本））
有利持有的魔劍。是一把有「臉」的魔劍，有自己的意識及感情，會唱歌、哀號，甚至妒嫉。
只有魔王才可以使用。過去曾是一把強大的殺人之劍，「面容」年青俊美，聲線優美(曾被形容是「男高音」)。但過了極長時間後，變得頹廢，而且失去了原有力量，需吞食人類靈魂以解放強大的力量。
「額」上的黑曜石是強大魔力的泉源，但即使失去黑曜石還具有強大的威力。雲特的說明書上說明這劍特別鍾愛年輕女性的靈魂，但事實說明「他」只是喜愛年輕的女性。
對魔王忠心耿耿，於大西馬隆對阿塔貝魯特一戰中協助有利躲避阿塔貝魯特的攻擊。不過有時候會咬有利。於對抗創主時重拾過去的恐怖力量。
偉拉卿•肯拉特（聲：森川智之 / 幼年時期：恒松步（日本）；孫誠（台灣））
第26代魔王-潔莉的次男，父親為人類，母親不顧眾人反對在真王的支持下與其父結為連理，小時候被父親帶去旅行過一陣子，回歸後幾年其父已歿。
外表年齡是二十歲前後，實際約莫100歲（魔族的年纪要除去5来看），因人魔混血在12歲前快速成長，其後則與魔族生長速度無異，沒有魔力[人魔混血大多無魔力，極少部分會擁有而且是強大的魔力(動畫第二季裡村田提及)]。
7月出生，據約札克以前聽肯拉特父親提及［出自廣播劇《マ王降誕☆すぺしゃる》，並於2021年1月22日的官方推特被證實］。最早的祖先與真王一同對抗過創主並將其封印於禁忌之箱後到西馬隆扎根，先祖為風止的鑰匙。
有著深棕色的頭髮、散發著獨特銀色虹彩的淡褐眼眸，左邊眉毛有一道舊傷疤，時常面帶爽朗的笑容，[有利表示五官並不算美形，不過相當端正是個有魅力爽朗笑容的青年(小說第4卷)]，喜歡說著一口讓人凍得發寒的冷笑話，搞笑天賦和魔力一樣缺乏，本人似乎毫無自覺。
責任感很強，有著愛護部下和兄弟的溫厚性格，在動畫中對弟弟較為溫柔，尤其第三季後期十分明顯。
有利的命名之父·護衛·棒球伙伴兼真魔國棒球隊總教練，亦是通曉兩個世界的少數人，是美國波士頓的紅襪隊的球迷，並將棒球文化帶到真魔國。
平時的軍服是卡其色，盛裝時的軍服是白色(小說第1卷)。
在人魔關係極差年代，為人魔混血者的精神領袖，其為了爭取人魔混血者在真魔國的地位並率領人魔混血者軍團參與了20年前毫無勝算的戰爭(亞爾德利諾)，以不足一千兵力大敗三萬敵軍，立下彪炳戰功，故有路登貝爾克之獅的別名。其軍團稱為「路登貝爾克師團」，亦為那場戰爭少數的倖存者，以及得到同等於十貴族的地位，擁有直屬親衛隊(在動畫版有出現)。
軍人時代是約扎克的直屬上司兼青梅竹馬，他的高超劍術源自父親的教誨，現在仍是真魔國最強實力者，並於年紀輕輕就獲得「劍聖」的美譽。
深受女性青睞，卻被有利稱為女性公敵(小說第4卷)，沃爾夫則稱他為輕浮者(廣播劇)。似乎對女人的嗜好幅度廣泛，傳聞曾與魚人公主(非人魚公主，根據漫畫描述是有如鮪魚再加上一對人腿的外型)交往過。由於人生意義在護衛並協助有利當王這件事上，而對於交往、相親、結婚沒有興趣［出自特典小說《魚人姫と私》］。
因人魔混血的身分於少年時期有過叛逆期［動畫第三季第10話コンラッドとギュンター］，但遇到主張人魔和平共存的茱莉亞後而逐漸轉變，並將茱莉亞視為知己及重要的人，對茱莉亞有著無可比擬的情感，其後將茱莉亞給予的守護魔石贈送給有利。
20年前失去茱莉亞時個性一度變得自暴自棄，在帶茱莉亞的靈魂去地球後屢行任務中逐漸釋懷，勝馬警告他不能在他兒子面前露出這種尋死的表情不然不會讓有利過去當魔王，而表情轉變為365天不變的笑容及爽朗性格到現在，其在有利出生時將他視為此生最重要的人並以不輸給親生父母的情感下守護。
十分重視有利嬰兒時送他的玩具小鴨並保存在房內書櫃上，對有利無比重視，甚至可以捨命相隨[小說第2卷]，必要的話可以不顧有利的意思強行帶走並向下屬甚至是至親動武。
從正篇追溯到17年前，漂流到地球的美國時遇到羅德里格斯一行人。也在外傳2《俏千金的魔之尋寶記》尾聲出現，與艾普利的後代交談過。
由於母親不擅育兒所致，照顧過襁褓中的沃爾夫。曾擔任過溫克特家的劍術指導和沃爾夫的劍術講師。
祖先為被西馬隆毀滅的大陸三王家的後裔［舊姓為貝拉魯，因現任大西馬隆國王祖先發動政變威脅，強迫改姓偉拉］，卡羅利亞篇前半部為保護有利被砍斷左手後生死未明，後半段起以大西馬隆軍之姿、與有利敵對之立場登場。肯拉特以自願成為人質作為條件和貝拉魯二世（聲 - 中多和宏）進行某種交易，實為散播種子［原作小說《掌舵啟航魔の返回故鄉!》中提到自己是去播種的，是在做跟有利一樣的事］。
歷經聖砂國及達魯科的騷動後被有利要求回到身邊，同時被古恩達以「反正你本來就不是真魔國的直屬士兵，而是直屬於有利陛下一人」為由赦免，而得以被准許同有利一起返回真魔國［源自原作小說《後方便是魔の石牆壁!》］。動畫中則是反抗貝拉魯二世的命令捨身守護有利而回到真魔國。漫畫(21集)則是繼續留在大西馬隆，成為真魔國與大西馬隆建交後互通的溝通橋樑，並且與有利等人定期用飛鴿傳信。
肯拉特左手為禁忌之箱「風止」的鑰匙。替換的左手為祖先羅伯特（貝拉魯末裔）不想交給人類而自願砍斷給真王的左手［源自原作小說《俏千金的魔之尋寶記》］。動畫中左手臂被替換是與真王交易的結果。
馮•比雷費魯特卿•沃爾夫拉姆（聲：齋賀光希（日本）；馮嘉德（台灣））
第26代魔王-潔莉的三男，父親為馮•比雷費魯特卿當家，但英年早逝，在沃爾夫能繼承比雷費魯特家族前，目前以父親的弟弟-巴魯德拉納作為封地代管及監護人。
看上去只有十五歲，真實年齡是八十二歲（魔族的年纪要除去5来看），擁有純正的魔族血統，因承襲母親的血統濃厚，故魔力屬性以火系為主，但因父親及家族擅長的是治療與防禦的魔術(廣播劇)，也會簡單的治療魔術(小說)。
春天出生(廣播劇)，歷代前世靈魂皆為尊貴，擁有成王的資質(小說第7卷裡傑森和佛萊迪占卜所述)，祖先為真魔國開國元勳之一，同真王打倒創主並封印於禁忌之箱亦為凍土之劫火的鑰匙，[1. 動畫第二季裡祖先為四勇士唯一的女性-路法斯，2. 漫畫20卷祖先為真王的哥哥，因不明原因遭真王殺死，靈魂長期棲息於凍土之劫火箱]。
有著金黃色的美麗秀髮和湖水般翠綠閃亮眼睛的絕世美少年[小說裡有利常讚嘆他有著维也纳少年合唱團的容貌甚至比天使還美，名副其實的(前)王子殿下(第1卷)；其美貌甚至可以讓瀕死的患者起死回生]，由於跟真王有近親關係，長相酷似真王，真魔國公認的任性王子，性格率直(心直口快)、自尊心極強(對魔族的身分感到驕傲及光榮)、傲嬌(動畫設定)、溫柔，對真魔國及魔王絕對忠誠。
初期的性格較為桀敖不馴、思想較幼且易怒及衝動，在有利當魔王後，性格逐漸轉變，後期較為成熟不再衝動行事且學會容忍[1. 動畫第三季較為明顯；2. 小說則是第6卷後]，為輔佐有利成為合格的魔王，會適度縱容及提點[唯一會以臣子的身分光明正大糾正有利的錯誤並且能說出有利心裡的想法(小說較明顯)]。
有利的婚約者(真魔國公認的)·唯一能平等交心的夥伴(小說較明顯)·有利夜晚的傾聽者[小說裡有利常在晚上對假睡(雙方擁有皆知道不戳破的默契)的沃爾夫吐苦水(14卷)]。
平時軍服皆為寶藍色，在有利的成年禮(動畫版第三季亦為寶藍色款式不同)及即位儀式有過盛裝(小說第1卷為深藍色款式相同)，象徵空軍。
對身邊的人非常重視，尊敬潔莉並常稱呼為母親大人；兄長部分對古恩達的敬重維持不變，肯拉特則是有極劇烈的變化(小時候依賴及信賴肯拉特，但知道其擁有人類血統加上當時人魔關係惡劣而疏遠)，直到有利成為魔王後關係好轉並且承認對方及暗中相信肯拉特(小說第8卷安撫有利對肯的背叛而感到悲憤的情緒，沃爾夫表示肯活著就足夠了)。
一開始十分瞧不起是人魔混血的有利，加上受到潔莉香氛洗髮精的影響，對他厭惡加劇，不受控制侮辱有利的人類母親，被激怒的有利不懂真魔國風俗，本想還擊卻意外變成『求婚』(打對方左臉是魔族貴族間的求婚)，潔莉就宣布求婚成立，認為受到侮辱的沃爾夫向有利提出決鬥，最終敗給魔王化的有利，並承認有利的魔王身份及順理成章的成為真魔國公認的魔王陛下的婚約者，在小說第1卷尾有利即位儀式時，嫌有利穿的寒酸並將小時候它敬重的叔父大人送的金翼鳥胸針給有利別上，象徵對有利宣誓永遠的效忠，認可有利是他唯一終身追隨的王。
隨著有利成為魔王後致力改變人類與魔族的關係，沃爾夫拉姆對人類的成見逐漸消失，不僅將有利的人類養女-古蕾塔視如己出般的疼愛，也慢慢改變對哥哥肯拉特的排斥，開始承認對方是自己的兄長，個性變得成熟起來，以保護有利安危為由，每晚會在有利床上睡覺，時常穿著輕飄飄的蕾絲睡裙，雖然有利覺得很合適也逐漸適應但不免常常臉紅心跳。
對有利十分重視，除了愛情之外，也包含友情跟對王的敬意[1. 動畫版獨佔欲呈現明顯，愛意較強烈，時常一面大罵有利笨蛋和花心蘿蔔一面橫吃飛醋，第三季後較為穩重；2. 小說初期佔有欲較強，第8卷後不再感情用事並能冷靜判斷情勢，第14卷後對有利的情感是敬意大於愛情。]
魔力在真魔國為數一數二的佼佼者，劍術則受過其兄肯拉特的指導，並接受過十貴族-比雷費魯特家族繼承人的訓練。
容易暈船(據潔莉的日記表示因肯拉特抱著襁褓中的他在船上度過所致)，但會為了保護有利而勉強自己坐船。
為禁忌之箱一凍土之劫火的鑰匙[1.動畫版的鑰匙部位為心臟，因拿走後心臟停止軀體被冰凍過一段時間，鑰匙歸還後復甦。2.小說則未明說但在㋮本的設定集寫左胸-心臟)。 3.漫畫第21卷則是能憑自己意願操縱劫火箱。]
動畫第三季因有利打倒創主後回地球無法歸來，而被十貴族選認為28代魔王，沃爾夫為了延續有利的理念及守護他留下來的東西答應接任，直到有利回歸以性命為賭注讓有利得到十貴族的認可並繼續擔任魔王；小說17卷則是被真王教唆(可能是威脅)帶回凍土之劫火箱並且隱瞞有利跟村田，待有利從達爾哥回歸後，每晚與真王見面(廣播劇)。
馮•波爾特魯卿•古恩達（聲：大塚明夫（日本）；林谷珍（台灣））
第26代魔王-潔莉的長男，生父為馮•波爾特魯卿當家，已歿，在潔莉即位時輔佐過一段時間(小說或潔莉的育兒日記)。
於潔莉即位前出生，冬天出生(廣播劇)，祖先為真魔國開國元勳之一，同真王打倒創主並封印於禁忌之箱亦為地之涯的鑰匙。
由於有利不事朝政，因此現在由古恩達輔助，真魔國重要的輔政大臣。
他有著深灰色的長髮、藍色的眼睛、是個經常冷笑的美男子，有利表示嚴肅的像是電影「教父」(小說第1卷)。
平時軍服皆為墨綠色，在有利的成年禮(動畫版亦為墨綠但款式不同)及即位儀式有過盛裝(小說為青綠色)。
外表大概是二十五歲左右，實際年齡近一百三十歲（魔族的年纪要除去5來看）。
魔力屬性是地系。
個性冷淡，難以接近且不苟言笑，是個說話不客氣的美男子。對有利剛開始繼位時也極端的反對，直到有利體內的魔王靈魂甦醒後才認同他的魔王身份。從假魔王及誤會私奔事件中，對有利的看法逐漸改觀，轉而對有利的忠心和支持[在動畫版第15集送狸貓吊飾；小說則是白色獅子玩偶]。雖然從不將心情表露臉上，其實很疼惜兩個弟弟，在小說裡對沃爾夫較為偏愛。
意外的是，這個喜怒不形於色的冰山男，平時最大的愛好是做毛線娃娃和織毛線。做出來的玩偶固然可愛，但小貓做得像小豬，而小熊做得像小豬。最喜歡可愛的東西，特別寵愛古蕾塔。
另一方面，他常常被青梅竹馬的艾妮西娜抓來當新發明魔動機器的實驗體，實驗基本上每次都失敗，被爆炸波及也是家常便飯。
左眼是禁忌之箱一地之涯的鑰匙之一。
馮克萊斯特卿•雲特（聲：井上和彥（日本）；黃天佑（台灣））
侍奉有利的貴族，養女是軍醫吉塞拉。
真魔國的宰相、也是專門培養魔王的教育官。有利最忠誠的近侍和王佐，曾任軍官學校的教官。
繼承了湖畔族外形和能力，有著灰色的長髮、紫羅蘭色的眼睛，「真魔國第一美男子」。魔力屬性是風系。
看上去廿九、三十歲，實際年齡卻是一百五十多歲。
現在主要負責教導有利有關真魔國的文學、政治和禮儀等等。把有利看得比自己和其他一切都重要，常為有利的事興奮得手舞足蹈，對有利總是滿嘴溢美之辭，日記內容也是對有利的讚頌。對有利的「愛」無人能及，常因看到有利更衣就大灑鼻血(雲汁)，魔王因此對教育官的熱情敬而遠之。
外貌出眾，但事實上不僅絮絮叨叨，婆婆媽媽，還時常歇斯底里；愛操心，窮緊張，和他那俊美迷人的樣子相去甚遠。有著如此性格的同時，令人吃驚的還有他的魔法，兩秒鐘內可以解決一排敵人，劍術也十分了得，曾指導過肯拉德。
村田健（聲：宮田幸季（日本）；黃天佑（台灣））
是和有利就讀同一班的國中同學兼優等生，個性冷靜、深謀遠慮，各種計劃的策劃者，若別有用意則時常低頭反光眼鏡，故有點腹黑性質。
因為有利幫助他解圍而相識，並成為好朋友，兩人後來一起加入棒球隊，默契絕佳。奇怪的是，每次和村田在一起時，有利都會掉入水中被帶入異世界(真王的指引)。
其實是魔族人人景仰的大賢者轉世，同樣有著「雙黑」的特徵，不過和第27代魔王有所不同，大賢者的「雙黑」是因詛咒而成，每次的轉生都持有此特徵。
相比魔王，大賢者的轉生比較多樣，不一定只會在真魔國內轉生(有利的地球轉生是由真王安排的)，故村田健就於地球轉生。
有著4000年來的全部記憶，但村田健似乎無法清楚記得，只有粗略印象，但是卻可以自如運用異世界的語言及技能(小說)；據動畫中村田健所言，好幾次轉生時都想把前世真魔國時的記憶告訴他人，但由於因此有過不幸的經歷(村田提及曾被多次流放甚至被當成惡魔施行火刑)，逐漸決定不說出事實，故猶豫應否告訴有利自己就是雙黑大賢者。
因有利輕前世而重現世觀念並將有利視為最重要的夥伴及朋友(小說)，和其他人一樣對魔王無比忠心，凡事以魔王(有利)為先，時常與有利一起行動。
小說17卷後第一次抵達真魔國。原作小說中認定有利為王，自己的王並非真王，亦厭惡被真王當成大賢者。動畫則是第一季後時常與有利出入真魔國，並在常常待在真王廟幫忙或跟真王聊天。

### 真魔國三大魔女
在真魔國內指向有特別魔力的女性陣容，三人的關係都很好。在作品中是潔莉·艾妮西娜·茱莉亞。
馮休匹茲梵谷卿潔西莉亞（聲：勝生真沙子（日本）；鄭仁君、(21以後)雷碧文（台灣））
眞魔國第26代魔王。通稱·黃金潔莉。因為個人感情的原因而放棄了王位，現在的她，乘坐著豪華遊輪，前往世界各地享受著自由戀愛的旅行。金黃色的美麗長秀髮、湖水般翠綠閃亮的眼睛。這個看不出年齡的少婦，實際上已經有了三個孩子，也是一百五十多歲的女人。她的三個兒子就是上面提到的古恩達魯、康拉特、保魯夫拉姆。需要說明的是，三個孩子的父親都是不同的人。秋天出生。魔力屬性是火系。
馮卡貝尼可夫卿艾妮西娜（聲：高山南（日本）；馮嘉德）
持有各種各樣的頭銜，身材細小的女性稀材的瘋狂科學家。通稱·紅色艾妮西娜。（自稱）毒女。火紅色的頭髮和水藍色的眼睛。為真魔國的繁榮獻出一生，經常發明魔動裝置（魔力動力機器），把古恩達和雲特當作實驗體。最難應付公雞。討厭蓋根修伯。對除魔術、毒物學、文學、提升女性立場、提升日常生活質量、格鬥、拳擊和觀察古恩達以外沒有興趣（本人談）。是尊重女性的人，以女尊男卑為目標的偏傾思想家。對女性溫柔，對男性嚴厲地接觸。對古恩達來說雖然是恐怖的對象但也是無法討厭的青梅竹馬，古蕾塔所尊敬的女性，對尤札克來說是理想的類型。毒女系列和陷阱女系列的作者。英語版被標明"馮赫連尼科夫卿艾妮西娜"（Anissina von Khrenikov）。
動畫版開始時相當早登場，大致上正規處理。是霖塞的教育員。
馮溫克特卿蘇珊娜·茱莉亞（聲：水野理紗（日本）；雷碧文（台灣））
通稱·白色茱莉亞，與阿達爾貝魯特建立著婚約關係。天藍色的眼睛。最高層的體術使用者，是吉賽拉的直屬上司。個性野丫頭、好勝、熱血，曾獨自打倒一頭熊，踩到馬糞也不以為意［來自原作小說《今日開始魔の王者之路!?》中短篇「星星的名字」］。與肯拉特為擁有共同理想的君子之交。作品中對阿達爾貝魯特是明確的戀愛關係。和艾妮西娜是好友。天生雙目失明，不過好像能辨別光和影。魔力屬性是水系。擅長治癒系魔術，戰爭時期為拯救許多人而大量消耗魔力而死。弟弟是奇亞森（聲 - 宮野真守）。是有利的前世。把自己的魔石（藍色的項鍊）託付給要赴去前線的肯拉特。
動畫版是幼年時期有點野丫頭，性格溫柔彷若聖母。是沃爾夫拉姆的教育員。身為封印創主的四個箱子的其中之一水屬性的「鏡之水底」的鑰匙。20年前與自己的轉世見面。藍色的眼睛，水色的頭髮中只有一串白色。

### 其他真魔國的人
馮休匹兹梵谷卿休特菲爾（聲：石塚運昇（日本）；黃天佑（台灣））
前魔王潔莉的哥哥，也是三位皇子的舅舅，兼職攝政王。由於一開始被三位皇子瞧不起，不但要對他們復仇，並企圖奪取真魔國的王位。於攝政期間，更運用權力迫使肯拉特領軍到毫無勝算的戰場赴死。
格里塞拉卿蓋根修伯（聲：平田廣明（日本））
古恩達父系的表兄弟，曾做過很多對不起肯拉特的事，如：想殺害他，以及阻撓他成為溫克特城主等等。
克里耶·約札克（聲：竹田雅則 / 幼年時期：齊藤貴美子（日本）；林谷珍（台灣））
真魔國首屈一指的有能諜報員。肯拉特自小認識的親密好友，曾是其忠誠的部下、「路登貝爾克師團」的一員。但由於茱莉亞去世，肯拉特拒絕回到軍隊，只好轉投古恩達旗下。雖然是個肌肉男，但卻是個女裝癖，經常男扮女裝混入敵人內部，以收集情報，並多次在關鍵時刻救有利和大家。對有利也有一個從懷疑到認同的過程。戰鬥起來超級勇猛。曾經一度被有利誤會為肯拉特喜愛的女人類型；說話之中時常會突然冒出大姊姊的嬌艷語氣，例如「好討厭」、「喲」、「啦」。
古蕾塔（聲：熊井統子（日本）；雷碧文（台灣））
有利的養女，是個討人喜歡的可愛女孩，不過因為立志長大後要當毒女，而惹得有利有點擔心。
馮古蘭茲·阿達爾貝魯特（聲：寺杣昌紀（日本）；林谷珍（台灣））
茱莉亞的未婚夫，原為十貴族魔族，後來叛變到人類一方與魔族對抗；他是有利一開始在異世界遇到的人，並使用法術賦予有利與異世界人對話的能力。其武功與肯拉特不分軒輊。
馮克萊斯特卿吉賽拉（聲：田口宏子（日本））
雲特的養女，擅長治治癒魔術。治療之手一族。深褐色的頭髮，綠色的眼睛和藍白色皮膚的美人。平時是溫柔穩重。作為軍人言行定為活動的時候，過激的中士化狀態，從部下稱呼著「中士大人」。本來是士官級。衷心敬愛著茱莉亞，看守著她的臨終。討厭古蘭茲的年輕大將。
動畫版是綠髮綠眼。
里里特·拉奇·那那塔·米克塔·達卡斯克斯（聲：松山鷹志（日本））
真魔國的士兵。通稱達卡斯克斯。有一個作為古恩達的能幹秘書的妻子的安普琳。
沒有魔力，不過，動畫版設定為有微弱魔力、單身。
烏魯莉凱（聲：野上尤加奈（日本））
真王廟的言賜巫女。
馮卡貝尼可夫卿登夏姆（聲：綠川光（日本））
艾妮西娜的哥哥。
登希里·偉拉（聲：堀内賢雄（日本））
潔西莉亞的第二任丈夫，肯拉特的父親。盧登貝爾克第一代領主，大陸正統的皇族血脈。左腕雕刻刺青，被趕出了西馬隆的三王家之最後子孫。劍術高超，享年89歲。
艾菲（聲：新野美知（日本））
真魔國的女待。
馮溫克特卿霖塞（聲：熊井統子→三瓶由布子（日本））
蘇珊娜·茱莉亞的弟弟的兒子。看起來是三歲，其實已經是十二歲。
真王（聲：三木真一郎（日本））
創立真魔國的第一代魔王。真名是秘密。金髮藍眼。死因不明。
動畫版為了打敗宗主而將自己的靈魂當作容器困著宗主，本來已經侵佔了有利的身體，後在開啟第四個禁忌之箱「鏡之水底」後，被有利打敗。其後住在真王庙。離開真王庙時會變小。
雙黑的大賢者（聲：佐佐木望（日本））
作為真王能幹的參謀工作，是唯一與真王對等的存在青年。

### 人類國家的人
希斯克萊夫（聲：大川透（日本））
在《這次是魔最終兵器!》登場。
貝特莉斯（聲：下屋則子（日本））
希斯克萊夫的女兒。
妮可拉（聲：增田由紀（日本））
在『今夜是魔大逃亡!』登場。害有利在人類的國家蘇貝雷拉被錯認的少女。
芙琳·基爾彼特（聲：鷹森淑乃（日本）；雷碧文（台灣））
在卡羅利亞編登場，動畫中為擁有藍髮碧眼的美人，丈夫為卡羅利亞的領主。於故事情節的三年前，丈夫於一宗馬車意外中死亡，從此戴上了面具代替丈夫管治卡羅利亞。後來與化裝後的有利會面時被小西馬隆的馬奇辛闖入而且揭穿身份。知道有利是魔王，但仍於有利被囚禁時帶其逃離並送至大西馬隆處。後偷偷跟隨有利一行人參加「天下第一武鬥大會」，協助村田健掉包「風之終結」的計劃。
耐傑爾·懷茲·馬奇辛（聲：麦人（日本））
小西馬隆的軍人。
薩拉列基（聲：石田彰（日本））
小西馬隆的少年王，17歲的年輕人，但已獲得其他人對他非常有才幹的評價。表面上對大西馬隆順從，然而卻對其虎視耽耽一個反噬機會。
聖砂國皇帝耶魯西的雙胞胎哥哥，因為沒有法力而被趕出聖砂國。母親為前聖砂國皇帝阿拉英，父親為前小西馬隆皇帝吉爾巴魯特。
在OVA版和第3季中他有向人許下「暗示」以操縱那人的能力。

### 地球的人
澀谷勝利（聲：小西克幸 / 幼少時代：國立幸（日本））
有利的哥哥。一橋大學的學生。地球魔王的承繼人。有極之嚴重的戀弟情結，喜歡玩戀愛養成之類的遊戲。
澀谷美子（聲：嘉數由美（日本）；鄭仁君、(21以後)雷碧文（台灣））
有利的母親。自稱「破魔珍妮佛」。擁有強烈的氣魄和厲害的劍法(?)。在生下勝利及有利時都希望他們背上長著代表魔族的翅膀。
澀谷勝馬（聲：辻谷耕史（日本）；林谷珍（台灣））
有利的父親。職業是銀行家。為地球的魔族一員。
鮑伯（聲：土師孝也（日本））
地球產魔族地球的現任魔王。
荷西·羅德里蓋斯（聲：藤原啓治（日本））
鮑伯的部下在美利堅合眾國的新墨西哥州的兒科醫生。

### 在真魔國的生物
骨飛族
在骸骨裡象放了蝙蝠的羽毛一樣的身姿。
藏青
有利的愛馬。
不詳鳥（聲：森川智之、大塚明夫（日本））
作為真魔國自然保護植物的鳥。別名·極樂鳥。有藍寶石的羽毛和橙色很長的尾巴。大街叫那個「不詳鳥～」。
砂熊（聲：浪川大輔（日本））
在《明天將吹起魔大風暴!》登場。
地獄極樂烏尾熊（聲：松山鷹志（日本））
在《明天將吹起魔大風暴!》登場。
熊蜂（女王熊蜂の聲：（日本））
在番外編（動畫版第18話《為了那個愛》）登場。
T字部位（聲：齊藤貴美子（日本））
在卡羅利亞編登場。

### 客串角色

#### 本編
布蘭登
住在國境附近的難民村的少年。跟肯拉特學著棒球。為救被敵兵襲擊的有利而受傷。
湖畔族少女（聲：川澄綾子（日本））
向有利伸出飲用水「這是我們所剩無幾的一些水，希望這些能夠讓陛下感到舒服一點。」。是有利能製造水系魔術原因的人（?）。
動畫版變成了前言賜巫女奧典萊的身姿。
修巴里耶
潔西莉亞的隨從兼為自由戀愛旅行同行著。其實是為了想在潔西莉亞的身邊而化身的第25代魔王。
路易·威龍（聲：島田敏（日本））
在蛭do碼的熱鬧街經營風俗店的人物。
依茲拉（聲：後藤邑子（日本）；馮嘉德（台灣））
在路易·威龍的店工作的少女。
妮娜（聲：寺田春日（日本）；雷碧文（台灣））
與依茲拉一起在路易·威龍的店工作的少女。

#### 卡羅利亞篇
阿福柔
芙琳的父親。
山脈隊長
在囚犯運輸船裡被裝上的僱傭兵部隊的隊長。
小陶罐
山脈隊長最愛的顱骨。
傑森&佛萊迪（聲：本多陽子、矢作紗友里（日本））
神族雙胞胎姊妹。擁有強大的法力，被馬奇辛買來。
返回以後被有利他們救助的聖沙國，不過，由於是從外國回來因而被放入收容所。

#### 聖砂國篇
耶魯西（聲：甲斐田幸（日本））
聖砂國皇帝，小西馬隆王薩拉列基的雙胞胎弟弟。
貝尼拉 / 海瑟爾·葛雷弗斯 / ヘイゼル・グレイブス（聲：京田尚子（日本））
聖砂國奴隸們的領袖。希望的意思。1936年的有一天，用箱子的力量從地球被飛來。是艾普莉的外祖母，後者是本名。
艾比蓋兒·葛雷弗斯（聲：桑島法子（日本））
艾普莉的外曾孫女。
阿拉英（聲：島本須美（日本））
前聖砂國皇帝，小西馬隆王薩拉列基和聖砂國皇帝耶魯西的母親。為了使還是嬰兒時的薩拉列基復活而用自己的性命交換。

### 外傳登場角色

#### 俏千金的魔尋寶記!
艾普莉·葛雷弗斯
美國事業家的女兒。18歳。
理查·都特
德國青年將校。27歳。
安里·雷江
法國醫生。溫和言談平靜。超過40歲的情況。對關於箱子異常詳細。
DT
艾普莉的搭檔。出身神秘的亞洲人。超過30歲。據艾普莉所說他有一個很美麗的妻子。

### 動畫原創角色
貝利埃斯（聲：東地宏樹（日本））
薩拉列基的僕人。亦是薩拉列基的母親（阿拉英）的弟弟。因為是聖砂國的一份子，天生擁有強大法力，以法力將本來神族的特徵金眼金髲轉為黑眼綠髲，以留在薩拉列基身邊保護他。
雷文（聲：松本保典（日本）；孫誠（台灣））
修多非的親信，凡事都為修多非策劃一切陰謀。

## 譯名
對於一些人名、地名，各地翻譯有所差異。
譯名順序顯示為：角川書店／台灣角川輕小說、漫畫譯名/ 台灣曼迪動畫代理（MOMO親子台、ANIMAX） ／香港動畫譯名／中國動畫譯名 
| 原文 | 輕小說、漫畫譯名     | 動畫譯名             | 動畫譯名             | 動畫譯名             |
| ---- | -------------------- | -------------------- | -------------------- | -------------------- |
|      | 潔西莉亞/潔莉        | 潔西莉亞/潔莉        | 杰池莉爾/杰莉        | 杰池莉尔/杰莉        |
|      | 古恩達               | 關德爾               | 古雲達魯             | 古音达鲁             |
|      | 偉拉卿·肯拉特/肯拉德 | 偉拉卿·孔拉多/孔拉多 | 韋拿卿·康勒特/康勒德 | 维拉卿·孔拉德/孔拉德 |
|      | 沃爾夫拉姆           | 波弗藍               | 科魯法蘭             | 保尔夫拉姆           |
|      | 雲特                 | 俊達                 | 根達                 | 浚达                 |
|      | 艾妮西娜             | 艾妮西娜             | 亞尼西亞             | 亚妮西娜             |
|      | 克里耶·約札克        | 克里耶·約薩克        | 古利葉·尤扎克        | 古利葉·尤扎克        |
|      | 阿爾達貝魯特         | 阿塔貝魯特           | 阿達比特             | 阿达尔贝鲁特         |

## 出版書籍
當初在角川Teens Ruby文庫發行2卷，之後由角川Beans文庫重新再版發行。2013年又於角川文庫發行角川Beans文庫兩本合一的文庫版。
角川Teens Ruby文庫
| 冊數 | 副標題 | 角川書店       | 角川書店               |
| 冊數 | 副標題 | 發售日期       | ISBN                   |
| ---- | ------ | -------------- | ---------------------- |
| 1    |        | 2000年11月30日 | ISBN 978-4-04-442001-7 |
| 2    |        | 2001年4月27日  | ISBN 978-4-04-442002-4 |

角川Beans文庫
| 冊數 | 日文標題 | 中文標題               | 角川書店       | 角川書店               | 台灣角川       | 台灣角川               | 備註 |
| 冊數 | 日文標題 | 中文標題               | 發售日期       | ISBN                   | 發售日期       | ISBN                   | 備註 |
| 本篇 | 本篇     | 本篇                   | 本篇           | 本篇                   | 本篇           | 本篇                   | 備註 |
| ---- | -------- | ---------------------- | -------------- | ---------------------- | -------------- | ---------------------- | --- |
| 1    |          | 今天開始魔の自由業!    | 2001年10月1日  | ISBN 978-4-04-445201-8 | 2004年11月17日 | ISBN 986-74-2759-9     | 2008年3月14日〜2008年8月30日 日本發行期間限定「動畫化紀念封面版：有利」                                   |
| 2    |          | 這次是魔の最終兵器!    | 2001年10月1日  | ISBN 978-4-04-445202-5 | 2004年12月28日 | ISBN 986-74-2787-4     | 2008年3月14日〜2008年8月30日 日本發行期間限定「動畫化紀念封面版：肯拉特」                                 |
| 3    |          | 今夜是魔の大逃亡!      | 2001年12月1日  | ISBN 978-4-04-445203-2 | 2005年3月11日  | ISBN 986-72-9921-3     | 2008年3月14日〜2008年8月30日 日本發行期間限定「動畫化紀念封面版：沃爾夫」                                 |
| 4    |          | 明天將吹起魔の大風暴!  | 2002年3月4日   | ISBN 978-4-04-445204-9 | 2005年6月3日   | ISBN 986-72-9972-8     | |
| 5    |          | 這次必是魔の旭日東昇!  | 2002年10月1日  | ISBN 978-4-04-445206-3 | 2005年9月27日  | ISBN 986-71-8948-5     | |
| 6    |          | 來日將是魔の日落黃昏!  | 2003年1月1日   | ISBN 978-4-04-445207-0 | 2005年12月2日  | ISBN 986-71-8981-7     | |
| 7    |          | 滿天飛舞魔の雪花片片!  | 2003年6月1日   | ISBN 978-4-04-445208-7 | 2006年2月14日  | ISBN 986-174-035-X     | |
| 8    |          | 遍地散落魔の星光點點!  | 2003年7月1日   | ISBN 978-4-04-445209-4 | 2006年4月22日  | ISBN 986-174-063-5     | |
| 9    |          | 目標乃是魔の海角天涯!  | 2004年4月1日   | ISBN 978-4-04-445211-7 | 2006年6月17日  | ISBN 986-174-102-X     | |
| 10   |          | 此乃邁向魔の第一步!    | 2004年10月1日  | ISBN 978-4-04-445213-1 | 2006年8月14日  | ISBN 986-174-125-9     | |
| 11   |          | 終將成為魔の一首歌!    | 2005年1月1日   | ISBN 978-4-04-445214-8 | 2007年3月3日   | ISBN 978-986-174-282-3 | |
| 12   |          | 寶藏深埋魔の荒土之下!  | 2005年9月1日   | ISBN 978-4-04-445215-5 | 2007年5月24日  | ISBN 978-986-174-362-2 | |
| 13   |          | 盒子沉入魔の湖水之底!  | 2006年5月1日   | ISBN 978-4-04-445216-2 | 2007年7月24日  | ISBN 978-986-174-396-7 | |
| 14   |          | 沙漠即為魔の路途終點!  | 2007年12月1日  | ISBN 978-4-04-445218-6 | 2008年5月21日  | ISBN 978-986-174-686-9 | |
| 15   |          | 掌舵啟航魔の返回故鄉!  | 2008年6月1日   | ISBN 978-4-04-445220-9 | 2008年12月11日 | ISBN 978-986-174-930-3 | |
| 16   |          | 前方就是魔の鐵柵欄!    | 2009年1月1日   | ISBN 978-4-04-445221-6 | 2009年10月12日 | ISBN 978-986-237-307-1 | |
| 17   |          | 後方便是魔の石牆壁!    | 2010年1月1日   | ISBN 978-4-04-445222-3 | 2010年10月27日 | ISBN 978-986-237-831-1 | |
| 外傳 | 外傳     | 外傳                   | 外傳           | 外傳                   | 外傳           | 外傳                   | 備註 |
| 1    |          | 閣下與魔の愛的日記!    | 2002年6月1日   | ISBN 978-4-04-445205-6 | 2005年8月5日   | ISBN 986-72-9997-3     | |
| 2    |          | 俏千金的魔の尋寶記!    | 2003年10月1日  | ISBN 978-4-04-445210-0 | 2006年10月27日 | ISBN 986-174-176-3     | ◎台灣角川發行順序異於角川書店原發行順序。 本書應為「聖砂國篇」前傳，發行於「目標乃是魔の海角天涯!」之前。 |
| 3    |          | 愛子踏上魔の自由業!?   | 2004年5月1日   | ISBN 978-4-04-445212-4 | 2007年4月19日  | ISBN 978-986-174-331-8 | |
| 4    |          | 今日開始魔の王者之路!? | 2006年11月30日 | ISBN 978-4-04-445217-9 | 2007年11月16日 | ISBN 978-986-174-517-6 | |
| 5    |          | 來自真魔國の愛         | 2008年7月1日   | ISBN 978-4-04-445219-3 | 2009年5月8日   | ISBN 978-986-237-086-5 | |

角川文庫
文庫版封面為六七質 （页面存档备份，存于）所繪製，且紙本書無插畫僅電子書有收錄。內容上有細微修正，並無內容改動、無增加追記等。
| 冊數 | 日文標題                     | 收錄內容                                                                              | 角川書店       | 角川書店               |
| 冊數 | 日文標題                     | 收錄內容                                                                              | 發售日期       | ISBN                   |
| ---- | ---------------------------- | ------------------------------------------------------------------------------------- | -------------- | ---------------------- |
| 1    |                              | 今天開始魔の自由業!                                                                   | 2013年3月23日  | ISBN 978-4-04-100739-6 |
| 1    | 這次是魔の最終兵器!          |                                                                                       | 2013年3月23日  | ISBN 978-4-04-100739-6 |
| 1    | 短篇「けれど心は弾むだろう」 |                                                                                       | 2013年3月23日  | ISBN 978-4-04-100739-6 |
| 2    | 今日からマ王！魔王彷徨編     | 今夜是魔の大逃亡!                                                                     | 2013年4月25日  | ISBN 978-4-04-100778-5 |
| 2    | 今日からマ王！魔王彷徨編     | 明天將吹起魔の大風暴!                                                                 | 2013年4月25日  | ISBN 978-4-04-100778-5 |
| 2    | 今日からマ王！魔王彷徨編     | 加筆短篇「おとうさんといっしょ」                                                      | 2013年4月25日  | ISBN 978-4-04-100778-5 |
| 3    | 今日からマ王！地球過去編     | 閣下與魔の愛的日記!                                                                   | 2013年7月25日  | ISBN 978-4-04-100948-2 |
| 3    | 今日からマ王！地球過去編     | 愛子踏上魔の自由業!?                                                                  | 2013年7月25日  | ISBN 978-4-04-100948-2 |
| 3    | 今日からマ王！地球過去編     | 短篇「クロスハート」 ※初出『眞魔国中央文学館・出張所』2006年4月刊載之「Wolfram×Yuri」 | 2013年7月25日  | ISBN 978-4-04-100948-2 |
| 4    | 今日からマ王！カロリア編     | 這次必是魔の旭日東昇!                                                                 | 2013年12月25日 | ISBN 978-4-04-101154-6 |
| 4    | 今日からマ王！カロリア編     | 來日將是魔の日落黃昏!                                                                 | 2013年12月25日 | ISBN 978-4-04-101154-6 |
| 5    | 今日からマ王！カロリア編Ⅱ    | 滿天飛舞魔の雪花片片!                                                                 | 2014年1月25日  | ISBN 978-4-04-101178-2 |
| 5    | 今日からマ王！カロリア編Ⅱ    | 遍地散落魔の星光點點!                                                                 | 2014年1月25日  | ISBN 978-4-04-101178-2 |

## 相關書籍
漫畫
| 冊數 | 角川書店       | 角川書店               | 台灣角川       | 台灣角川               |
| 冊數 | 發售日期       | ISBN                   | 發售日期       | ISBN                   |
| ---- | -------------- | ---------------------- | -------------- | ---------------------- |
| 1    | 2005年12月21日 | ISBN 978-4-04-853912-8 | 2006年10月25日 | ISBN 986-17-4172-0     |
| 2    | 2006年7月21日  | ISBN 978-4-04-853974-6 | 2007年2月3日   | ISBN 978-986-174-251-9 |
| 3    | 2007年4月24日  | ISBN 978-4-04-854087-2 | 2007年8月15日  | ISBN 978-986-174-444-5 |
| 4    | 2007年12月20日 | ISBN 978-4-04-854141-1 | 2008年8月16日  | ISBN 978-986-174-780-4 |
| 5    | 2008年4月24日  | ISBN 978-4-04-854166-4 | 2008年12月26日 | ISBN 978-986-174-922-8 |
| 6    | 2008年9月24日  | ISBN 978-4-04-854241-8 | 2009年6月5日   | ISBN 978-986-237-153-4 |
| 7    | 2009年3月21日  | ISBN 978-4-04-854303-3 | 2009年12月5日  | ISBN 978-986-237-435-1 |
| 8    | 2009年9月24日  | ISBN 978-4-04-854376-7 | 2010年4月28日  | ISBN 978-986-237-641-6 |
| 9    | 2010年3月19日  | ISBN 978-4-04-854443-6 | 2010年9月9日   | ISBN 978-986-237-816-8 |
| 10   | 2010年9月22日  | ISBN 978-4-04-854533-4 | 2011年1月29日  | ISBN 978-986-287-039-6 |
| 11   | 2011年2月24日  | ISBN 978-4-04-854591-4 | 2011年8月31日  | ISBN 978-986-287-322-9 |
| 12   | 2011年7月21日  | ISBN 978-4-04-854666-9 | 2011年12月27日 | ISBN 978-986-287-504-9 |
| 13   | 2012年1月24日  | ISBN 978-4-04-120101-5 | 2012年8月15日  | ISBN 978-986-287-883-5 |
| 14   | 2012年5月23日  | ISBN 978-4-04-120261-6 | 2012年11月16日 | ISBN 978-986-325-068-5 |
| 15   | 2012年11月20日 | ISBN 978-4-04-120468-9 | 2013年6月19日  | ISBN 978-986-325-452-2 |
| 16   | 2013年3月22日  | ISBN 978-4-04-120653-9 | 2013年9月30日  | ISBN 978-986-325-590-1 |
| 17   | 2013年10月26日 | ISBN 978-4-04-120856-4 | 2014年8月16日  | ISBN 978-986-366-099-6 |
| 18   | 2014年5月26日  | ISBN 978-4-04-121076-5 | 2015年5月13日  | ISBN 978-986-366-515-1 |
| 19   | 2015年1月26日  | ISBN 978-4-04-102216-0 | 2015年12月25日 | ISBN 978-986-366-879-4 |
| 20   | 2015年9月26日  | ISBN 978-4-04-103435-4 | 2020年6月24日  | ISBN 978-957-743-803-4 |
| 21   | 2016年10月26日 | ISBN 978-4-04-103436-1 | 2020年6月24日  | ISBN 978-957-743-804-1 |

插畫集
| 冊數 | 書名 | 角川書店     | 角川書店               |
| 冊數 | 書名 | 發售日期     | ISBN                   |
| ---- | ---- | ------------ | ---------------------- |
| 全   |      | 2009年4月8日 | ISBN 978-4-04-854297-5 |

資料集
| 冊數 | 書名 | 角川書店      | 角川書店               |
| 冊數 | 書名 | 發售日期      | ISBN                   |
| ---- | ---- | ------------- | ---------------------- |
| 全   |      | 2010年4月24日 | ISBN 978-4-04-854464-1 |

短篇小說
| 短篇                                          | 短篇 |
| 出處                                          | 標題 |
| --------------------------------------------- | --- |
| The Beans                                     | 「息子はマのつく自由業！？」 ※The Beans VOL.1（收錄於「愛子踏上魔の自由業!?」）                                                                        |
| The Beans                                     | 「眞魔国でマた逢いましょう。」※The Beans VOL.2（收錄於「愛子踏上魔の自由業!?」）                                                                       |
| The Beans                                     | 「マ王陛下の優雅な一日」 ※The Beans VOL.3（收錄於「此乃邁向魔の第一步!」）                                                                             |
| The Beans                                     | 「迷ううちに花は」 ※The Beans VOL.4（收錄於「今日開始魔の王者之路!?」）                                                                                |
| The Beans                                     | 「マ王奥。」 ※The Beans VOL.5（收錄於「今日開始魔の王者之路!?」）                                                                                      |
| The Beans                                     | 「マ王奥。BeansA バージョン」 ※BeansA（收錄於「今日開始魔の王者之路!?」）                                                                              |
| The Beans                                     | 「通り過ぎた森の先に」 ※The Beans VOL.6（收錄於「來自真魔國の愛」）                                                                                    |
| The Beans                                     | 「お子様はマ女」 ※The Beans VOL.10 |
| The Beans                                     | 福袋 ※The Beans VOL.10 付録 クリアしおり（收錄於「㋮本 Maru-ma Series Official Fan Book」）                                                            |
| 書籍                                          | 「Night-Night」 ※今日からマ王!大研究 |
| 書籍                                          | 「蓋もない。」 ※漫畫版「今天開始魔の自由業! 第3集」 |
| 書籍                                          | 異文化コミュニケーションしりとり ※今日からマ王!大研究3                                                                                                 |
| 書籍                                          | 眞魔国ふれあいマち歩き ※㋮本 Maru-ma Series Official Fan Book                                                                                          |
| 書籍                                          | 婚約者のお湯が…な休日 ※㋮Illustrations |
| 書籍                                          | 「白にゃんこ。」 （小報）※今日からマ王！はじマりの旅 パーフェクトファンブック                                                                          |
| 書籍                                          | Let's 敬語でしゃべらNight ※今日からマ王！〜眞マ国の休日〜パーフェクトファンブック                                                                      |
| 書籍                                          | 自薦他薦は問いません ※粉絲感謝祭II 活動手冊 |
| 特典 （小說／廣播劇CD／DVD／遊戲）            | 「マ王陛下の花嫁は誰だ！？」 ※廣播劇CD「今日からマのつく自由業！ 初回限定版」特典(角川通販限定)（收錄於「盒子沉入魔の湖水之底!」）                     |
| 特典 （小說／廣播劇CD／DVD／遊戲）            | 「彼がマ王に育つまで。」 ※廣播劇CD「裏 今度はマのつく最終兵器！<元祖ごーじゃすVer.>」特典(角川通販限定)（收錄於「來自真魔國の愛」）                    |
| 特典 （小說／廣播劇CD／DVD／遊戲）            | 「マ夏の海は恋の季節。」 ※廣播劇CD「裏 今夜はマのつく大脱走！<元祖ごーじゃすVer.>」特典(角川通販限定)（收錄於「來自真魔國の愛」）                      |
| 特典 （小說／廣播劇CD／DVD／遊戲）            | 「マ昼の決闘。」 ※廣播劇CD「裏 明日はマのつく風が吹く！<元祖ごーじゃすVer.>」特典(角川通販限定)                                                        |
| 特典 （小說／廣播劇CD／DVD／遊戲）            | 「誰が萌えているか」 ※廣播劇CD「閣下とマのつくラブ日記!?」特典(角川通販限定版)                                                                         |
| 特典 （小說／廣播劇CD／DVD／遊戲）            | 「遠足は決行。」 ※廣播劇CD「裏マDX!」特典(角川通販限定版)                                                                                              |
| 特典 （小說／廣播劇CD／DVD／遊戲）            | 魚人姫と私(前編) ※廣播劇CD「聖砂国DX!(往路)」特典(角川通販限定)                                                                                        |
| 特典 （小說／廣播劇CD／DVD／遊戲）            | 魚人姫と私(後編) ※廣播劇CD「聖砂国DX!(復路)」特典(角川通販限定)                                                                                        |
| 特典 （小說／廣播劇CD／DVD／遊戲）            | 「迷ううちにクマは…ち？」 ※「今日開始魔の王者之路!?」外傳特典版「今日からマ王！？クマハチ☆すぺしゃる」 ▲台灣角川無代理「今日開始魔の王者之路!?」特典版 |
| 特典 （小說／廣播劇CD／DVD／遊戲）            | 「ザ・接待」 ※遊戲「今日からマ王! はじマりの旅 プレミアムBOX」特典                                                                                     |
| 特典 （小說／廣播劇CD／DVD／遊戲）            | PS2「今日からマ王！はじマりの旅」加筆小說＆加繪插畫（８篇） ※遊戲「今日からマ王! はじマりの旅 プレミアムBOX」通關特典                                  |
| 特典 （小說／廣播劇CD／DVD／遊戲）            | 「MURAKENS!!!」（小報） ※DVD FINAL（第三章 SECOND）VOL.1 初回版特典                                                                                    |
| 特典 （小說／廣播劇CD／DVD／遊戲）            | 「GOD FATHERS!!!」（小報） ※DVD FINAL（第三章 SECOND）VOL.6 初回版特典                                                                                 |
| 特典 （小說／廣播劇CD／DVD／遊戲）            | おひさしぶり！！ムラケンズ・リターンズ （插畫卡） ※ANIMATE「今天開始魔の自由業! 第21集」＆「月刊ASUKA」2016年12月號連動購入特典                        |
| 應募者全員特典                                | 「どうぞよい旅を」 ※DVD1st |
| 應募者全員特典                                | 「どうぞよい旅を２」 ※DVD2nd |
| 應募者全員特典                                | 「どうぞよい旅を３」 ※DVD3rd |
| 應募者全員特典                                | 「Never Ending Poison Lady ～無限毒女～」 ※DVD第二章1st                                                                                                |
| 應募者全員特典                                | 「Never Ending Poison Lady 2 ～無限毒女 2～」 ※DVD第二章2nd                                                                                            |
| 應募者全員特典                                | 「眞魔国と携帯電話」 ※DVD第二章3rd |
| 應募者全員特典                                | 「まるであなたの瞳の色」 ※The Beans VOL.6（收錄於「來自真魔國の愛」）                                                                                  |
| 應募者全員特典                                | 潜入！全米ジューンブライド選手権 ※「沙漠即為魔の路途終點!」＆「Newtype・Romance 2008 WINTER」連動                                                      |
| 應募者全員特典                                | 「やればできる子なんだから！」 ※漫畫版「今天開始魔の自由業! 第1集」＆「今日からマ王!大研究1」連動                                                      |
| 應募者全員特典                                | 世界の国から毒女 Hello Poison-lady from the country of the world ※「後方便是魔の石牆壁!」＆「㋮本 Maru-ma Series Official Fan Book」連動               |
| 應募者全員特典                                | 「みせ☆ぱん（Mise-Pan!!）」（前編） ※DVD 第三章1st |
| 應募者全員特典                                | 「みせ☆ぱん２（Mise-Pants!!）」（後編） ※DVD FINAL |
| 雜誌・雜誌附錄                                | (祝)100回！ですよ ムラケンズR（リターンズ）！！！ （コミック連載100回記念企画） ※月刊ASUKA2014年3月號                                                  |
| 雜誌・雜誌附錄                                | 「悪マ祓いをお望みですか？《前編》」 ※Newtype・Romance 2009 SUMMER                                                                                     |
| 雜誌・雜誌附錄                                | 「悪マ祓いをお望みですか？《後編》」 ※Newtype・Romance 2009 AUTUMN                                                                                     |
| 雜誌・雜誌附錄                                | 「眞王＆ウルリーケ」 ※Newtype・Romance 2009 WINTER |
| 雜誌・雜誌附錄                                | 「歓迎！眞魔国御一行様」 ※Newtype・Romance 2006 AUTUMN（收錄於「㋮本 Maru-ma Series Official Fan Book」）                                              |
| 雜誌・雜誌附錄                                | 「今日からマ王！ Merry X'mas」 ※Newtype2005年12月号付録（收錄於「㋮本 Maru-ma Series Official Fan Book」）                                             |
| 雜誌・雜誌附錄                                | 「TANGO」 ※月刊Asuka2006年6月號付録 |
| 抽賞小冊子                                    | あまり国語が得意じゃなくて ※2022年7月29日ANIMATE通販「くじメイト」抽賞活動獎品B賞 （页面存档备份，存于）                                               |
| まるマ公式網站 『眞魔国王立広報室』「宝物庫」 | Yuri＆Wolfram＋α ※期間限定 |
| まるマ公式網站 『眞魔国王立広報室』「宝物庫」 | Gwendal＆Josak ※期間限定 |
| まるマ公式網站 『眞魔国王立広報室』「宝物庫」 | WHITE DAY Yuri×Murata ※期間限定 |
| まるマ公式網站 『眞魔国王立広報室』「宝物庫」 | ねー、うし、とら、うー。 ※期間限定（COMIKET 79小報） ◎ ねー、うし、とら、うー。−NEW YEAR MURAKENS!!!−（COMIKET 79小報）▲無收錄在網站中                 |
| 留言小報                                      | SSS付共14張（小報） ※其中4篇收錄於「㋮本 Maru-ma Series Official Fan Book」                                                                            |
| 角色月曆                                      | 三枚（手機） ※收錄於「㋮本 Maru-ma Series Official Fan Book」                                                                                          |
| 手機小說 『眞魔国中央文学館・出張所』         | 2005年 3月 Josak＆Gwendal ※收錄於「㋮本 Maru-ma Series Official Fan Book」                                                                             |
| 手機小說 『眞魔国中央文学館・出張所』         | 2005年 4月 Gisela×Gunter ※收錄於「㋮本 Maru-ma Series Official Fan Book」                                                                              |
| 手機小說 『眞魔国中央文学館・出張所』         | 2005年 5月 Greta ※收錄於「前方就是魔の鐵柵欄!」 |
| 手機小說 『眞魔国中央文学館・出張所』         | 2005年 6月 Yuri×Wolfram &Conrad ※收錄於「㋮本 Maru-ma Series Official Fan Book」                                                                       |
| 手機小說 『眞魔国中央文学館・出張所』         | 2005年 7月 Happy Birthday dear Yuri ! ※收錄於「㋮本 Maru-ma Series Official Fan Book」                                                                 |
| 手機小說 『眞魔国中央文学館・出張所』         | 2005年 8月 Josak×Yuri ※收錄於「㋮本 Maru-ma Series Official Fan Book」                                                                                 |
| 手機小說 『眞魔国中央文学館・出張所』         | 2005年 9月 Shori×Yuri ※收錄於「前方就是魔の鐵柵欄!」                                                                                                   |
| 手機小說 『眞魔国中央文学館・出張所』         | 2005年10月 Conrad×Yuri<<星の名前>> ※收錄於「今日開始魔の王者之路!?」                                                                                   |
| 手機小說 『眞魔国中央文学館・出張所』         | 2005年11月 Murata×Yuri ※收錄於「來自真魔國の愛」 |
| 手機小說 『眞魔国中央文学館・出張所』         | 2005年12月 1話目 Jennifer×Yuri ※收錄於「㋮本 Maru-ma Series Official Fan Book」                                                                        |
| 手機小說 『眞魔国中央文学館・出張所』         | 2005年12月 2話目 Wolfram×Yuri ※收錄於「㋮本 Maru-ma Series Official Fan Book」                                                                         |
| 手機小說 『眞魔国中央文学館・出張所』         | 2005年12月 3話目 Conrad×Yuri ※收錄於「㋮本 Maru-ma Series Official Fan Book」                                                                          |
| 手機小說 『眞魔国中央文学館・出張所』         | 2006年1月 Adalbert×Maxine ※收錄於「㋮本 Maru-ma Series Official Fan Book」                                                                             |
| 手機小說 『眞魔国中央文学館・出張所』         | 2006年2月 King of Origin×Great Wise ※收錄於「來自真魔國の愛」                                                                                          |
| 手機小說 『眞魔国中央文学館・出張所』         | 2006年3月 Murata×Yuri ※收錄於「㋮本 Maru-ma Series Official Fan Book」                                                                                 |
| 手機小說 『眞魔国中央文学館・出張所』         | 2006年4月 Wolfram×Yuri ※收錄於「角川文庫「今日からマ王！ 地球過去編」」                                                                                |
| 手機小說 『眞魔国中央文学館・出張所』         | 2006年5月 Josak＆Gwendal ※收錄於「㋮本 Maru-ma Series Official Fan Book」                                                                              |
| 手機小說 『眞魔国中央文学館・出張所』         | 2006年7月 Cacilie×Anissina×Yuri |

原作自行發行之同人誌
| 冊數 | 同人誌           | 同人誌 | 發表日期與發表名義 | 發表日期與發表名義                                                    |
| 冊數 | 書名             | 收錄篇章 | 發售日期           | 發表名義                                                              |
| ---- | ---------------- | --- | ------------------ | --------------------------------------------------------------------- |
| 全   | Vier.            | 神様だけが知っている （隨筆） | 2001年8月11日      | 社團：R・FREE 名義：喬林知（喬林親）                                  |
| 全   | Vier.            | とかくこの世は金がかかる ●再錄於「RIMIX」 ※刊載於「Newtype・Romance 2007 SPRING」 | 2001年8月11日      | 社團：R・FREE 名義：喬林知（喬林親）                                  |
| 全   | Vier.            | 仏様さえ御存知ない （隨筆） | 2001年8月11日      | 社團：R・FREE 名義：喬林知（喬林親）                                  |
| 全   | Vier.            | ７月２０日、海の日、晴天 ●再錄於「RIMIX」 ※刊載於「Newtype・Romance2006 SUMMER」，標題為「７月、海の日、晴れ。」 | 2001年8月11日      | 社團：R・FREE 名義：喬林知（喬林親）                                  |
| 全   | Vier.            | ツェツィーリエのラブラブ母子手帳 ●再錄於「RIMIX」 ※刊載於「Newtype・Romance 2007 SPRING」 | 2001年8月11日      | 社團：R・FREE 名義：喬林知（喬林親）                                  |
| 全   | Vier.            | インフォメーション | 2001年8月11日      | 社團：R・FREE 名義：喬林知（喬林親）                                  |
| 全   | Vier.            | お天道様は知っている（らしい） （隨筆） | 2001年8月11日      | 社團：R・FREE 名義：喬林知（喬林親）                                  |
| 全   | KNECHT RUPRECHT  | クリスマスがどれほど重要かというと （隨筆） | 2001年12月29日     | 社團：R・FREE 名義：喬林知（喬林親）                                  |
| 全   | KNECHT RUPRECHT  | きっといろんな夜があって 夜があるから朝があって | 2001年12月29日     | 社團：R・FREE 名義：喬林知（喬林親）                                  |
| 全   | KNECHT RUPRECHT  | 野郎二人でクリスマス ●再錄於「RIMIX」 ※刊載於「Newtype・Romance 2007 SPRING」 | 2001年12月29日     | 社團：R・FREE 名義：喬林知（喬林親）                                  |
| 全   | KNECHT RUPRECHT  | 風上にもクリスマス ▲非今日魔作品的聖誕節故事 | 2001年12月29日     | 社團：R・FREE 名義：喬林知（喬林親）                                  |
| 全   | KNECHT RUPRECHT  | 大学生的クリスマス ●再錄於「RIMIX」 ※刊載於「Newtype・Romance 2007 SPRING」。其後收錄於「㋮本 Maru-ma Series Official Fan Book」。標題為「Shori＋his friend」 | 2001年12月29日     | 社團：R・FREE 名義：喬林知（喬林親）                                  |
| 全   | KNECHT RUPRECHT  | 眞魔国でもクリスマス ◎廣播劇CD「眞魔国でもクリスマス!?」原梗 | 2001年12月29日     | 社團：R・FREE 名義：喬林知（喬林親）                                  |
| 全   | KNECHT RUPRECHT  | おまけのクリスマス ※刊載於「Newtype・Romance 2007 SPRING」 | 2001年12月29日     | 社團：R・FREE 名義：喬林知（喬林親）                                  |
| 全   | KNECHT RUPRECHT  | まゆりん （隨筆） | 2001年12月29日     | 社團：R・FREE 名義：喬林知（喬林親）                                  |
| 全   | KNECHT RUPRECHT  | 約束 ※修正版「愛子踏上魔の自由業!?」刊載於The Beans VOL.1。其後收錄於「愛子踏上魔の自由業!?」 | 2001年12月29日     | 社團：R・FREE 名義：喬林知（喬林親）                                  |
| 全   | KNECHT RUPRECHT  | 必要最低調教期日 （隨筆） | 2001年12月29日     | 社團：R・FREE 名義：喬林知（喬林親）                                  |
| 全   | KNECHT RUPRECHT  | インフォメーション | 2001年12月29日     | 社團：R・FREE 名義：喬林知（喬林親）                                  |
| 全   | WC or NPB?       | 龍騎カンゲキ！ （隨筆） | 2002年8月9日       | 社團：R・FREE 名義：喬林知（喬林親）                                  |
| 全   | WC or NPB?       | WC or NPB？ ●再錄於「RIMIX」 | 2002年8月9日       | 社團：R・FREE 名義：喬林知（喬林親）                                  |
| 全   | WC or NPB?       | ワールドカップ期間中のユーリとムラケン | 2002年8月9日       | 社團：R・FREE 名義：喬林知（喬林親）                                  |
| 全   | WC or NPB?       | インフォメーション | 2002年8月9日       | 社團：R・FREE 名義：喬林知（喬林親）                                  |
| 全   | WC or NPB?       | せめていい夢見させてくれ （隨筆） | 2002年8月9日       | 社團：R・FREE 名義：喬林知（喬林親）                                  |
| 全   | WC or NPB?       | 罪と罰 ●再錄於「RIMIX」 ※刊載於「Newtype・Romance 2007 SPRING」 | 2002年8月9日       | 社團：R・FREE 名義：喬林知（喬林親）                                  |
| 全   | WALPURGIS NACHT  | 美しいものだけを見て育って欲しい （隨筆） | 2002年12月28日     | 社團：R・FREE 名義：喬林知（喬林親）                                  |
| 全   | WALPURGIS NACHT  | 誰が萌えているか ※修正版收錄於廣播劇CD「閣下とマのつくラブ日記!?」封入特製小冊子中 | 2002年12月28日     | 社團：R・FREE 名義：喬林知（喬林親）                                  |
| 全   | WALPURGIS NACHT  | グウェンダルのイラスト（後藤文月／繪） | 2002年12月28日     | 社團：R・FREE 名義：喬林知（喬林親）                                  |
| 全   | WALPURGIS NACHT  | こういう人、いただきました （隨筆） | 2002年12月28日     | 社團：R・FREE 名義：喬林知（喬林親）                                  |
| 全   | WALPURGIS NACHT  | コンバート ※刊載於「Newtype・Romance 2006 SUMMER」 | 2002年12月28日     | 社團：R・FREE 名義：喬林知（喬林親）                                  |
| 全   | WALPURGIS NACHT  | 一太郎戦記 （隨筆） | 2002年12月28日     | 社團：R・FREE 名義：喬林知（喬林親）                                  |
| 全   | WALPURGIS NACHT  | INFORMATION | 2002年12月28日     | 社團：R・FREE 名義：喬林知（喬林親）                                  |
| 全   | FIRE FLOWER FIRE | 厚賀夏衣（人名？）の季節ですが。 （隨筆） | 2003年8月16日      | 社團：R・FREE 名義：喬林知（喬林親）                                  |
| 全   | FIRE FLOWER FIRE | 今日生まれたお友達は誰でしょう？ ※刊載於「Newtype・Romance 2007 SPRING」 | 2003年8月16日      | 社團：R・FREE 名義：喬林知（喬林親）                                  |
| 全   | FIRE FLOWER FIRE | ＴＶの前のよい子の皆さん （隨筆） | 2003年8月16日      | 社團：R・FREE 名義：喬林知（喬林親）                                  |
| 全   | FIRE FLOWER FIRE | ワカメ | 2003年8月16日      | 社團：R・FREE 名義：喬林知（喬林親）                                  |
| 全   | FIRE FLOWER FIRE | 浴衣でポン！ | 2003年8月16日      | 社團：R・FREE 名義：喬林知（喬林親）                                  |
| 全   | FIRE FLOWER FIRE | 花火でボン！ | 2003年8月16日      | 社團：R・FREE 名義：喬林知（喬林親）                                  |
| 全   | FIRE FLOWER FIRE | 縁日でガン！ | 2003年8月16日      | 社團：R・FREE 名義：喬林知（喬林親）                                  |
| 全   | FIRE FLOWER FIRE | 海辺でドン！ ※刊載於「Newtype・Romance 2007 SPRING」 | 2003年8月16日      | 社團：R・FREE 名義：喬林知（喬林親）                                  |
| 全   | FIRE FLOWER FIRE | お知らせ | 2003年8月16日      | 社團：R・FREE 名義：喬林知（喬林親）                                  |
| 全   | REMIX            | 「Vier.」、「KNECHT RUPRECHT」、「WC or NPB?」的再錄本 | 2003年8月16日      | 社團：R・FREE 名義：喬林知（喬林親）                                  |
| 全   | TACHIBANA        | タチバナ （隨筆） | 2009年12月5日      | 社團：R・FREE 名義：喬林知（喬林親）                                  |
| 全   | TACHIBANA        | だって男の子なんだもの | 2009年12月5日      | 社團：R・FREE 名義：喬林知（喬林親）                                  |
| 全   | TACHIBANA        | だってお年頃なんだもん ※刊載於「Newtype・Romance 2006 SUMMER」，並收錄於 「今日開始魔の王者之路!?」 | 2009年12月5日      | 社團：R・FREE 名義：喬林知（喬林親）                                  |
| 全   | TACHIBANA        | おとうさまの日記 ※刊載於「Newtype・Romance 2007 SPRING」，並收錄於「㋮本 Maru-ma Series Official Fan Book」。標題為「Greta×Cacilie＋α」 | 2009年12月5日      | 社團：R・FREE 名義：喬林知（喬林親）                                  |
| 全   | TACHIBANA        | 大切なひとを失った ※刊載於「The Beans VOL.5」，並收錄於「今日開始魔の王者之路!?」。其後漫畫版「今天開始魔の自由業! 第12集」中更作為加筆漫畫收錄。 | 2009年12月5日      | 社團：R・FREE 名義：喬林知（喬林親）                                  |
| 全   | TACHIBANA        | ヤッヂマイナー （隨筆） | 2009年12月5日      | 社團：R・FREE 名義：喬林知（喬林親）                                  |
| 全   | APOLLO 00        | Prologue | 2008年12月29日     | 社團：アポロ計画 名義：喬林知 ※アポロ計画為喬林知與松本手毬的共同社團 |
| 全   | APOLLO 00        | まえがき | 2008年12月29日     | 社團：アポロ計画 名義：喬林知 ※アポロ計画為喬林知與松本手毬的共同社團 |
| 全   | APOLLO 00        | 誰のもとにも訪れる ●再錄於「APOLLO 01」 ◎廣播劇CD「Trick or Treat」原梗 | 2008年12月29日     | 社團：アポロ計画 名義：喬林知 ※アポロ計画為喬林知與松本手毬的共同社團 |
| 全   | APOLLO 00        | ザッツお蔵入り最終回企画 | 2008年12月29日     | 社團：アポロ計画 名義：喬林知 ※アポロ計画為喬林知與松本手毬的共同社團 |
| 全   | APOLLO 00        | Free Talk | 2008年12月29日     | 社團：アポロ計画 名義：喬林知 ※アポロ計画為喬林知與松本手毬的共同社團 |
| 全   | APOLLO 00        | コンタクト | 2008年12月29日     | 社團：アポロ計画 名義：喬林知 ※アポロ計画為喬林知與松本手毬的共同社團 |
| 全   | APOLLO 00        | 短編 | 2008年12月29日     | 社團：アポロ計画 名義：喬林知 ※アポロ計画為喬林知與松本手毬的共同社團 |
| 全   | APOLLO 00        | Epilogue | 2008年12月29日     | 社團：アポロ計画 名義：喬林知 ※アポロ計画為喬林知與松本手毬的共同社團 |
| 全   | APOLLO 00        | 今号のココだけの話 | 2008年12月29日     | 社團：アポロ計画 名義：喬林知 ※アポロ計画為喬林知與松本手毬的共同社團 |
| 全   | APOLLO 0.1       | Prologue | 2009年12月30日     | 社團：アポロ計画 名義：喬林知                                         |
| 全   | APOLLO 0.1       | まえがき | 2009年12月30日     | 社團：アポロ計画 名義：喬林知                                         |
| 全   | APOLLO 0.1       | ALICE ●再錄於「APOLLO 01」 | 2009年12月30日     | 社團：アポロ計画 名義：喬林知                                         |
| 全   | APOLLO 0.1       | 短編 | 2009年12月30日     | 社團：アポロ計画 名義：喬林知                                         |
| 全   | APOLLO 0.1       | Epilogue | 2009年12月30日     | 社團：アポロ計画 名義：喬林知                                         |
| 全   | APOLLO 0.1       | あとがき | 2009年12月30日     | 社團：アポロ計画 名義：喬林知                                         |
| 全   | APOLLO 01        | ラブレター （2016 Winter） | 2019年12月28日     | 社團：アポロ計画 名義：喬林知                                         |
| 全   | APOLLO 01        | ダサいスター・ウォーズ 最後の時代 （2017 Winter） | 2019年12月28日     | 社團：アポロ計画 名義：喬林知                                         |
| 全   | APOLLO 01        | アリス（ALICE）（2009 Winter） | 2019年12月28日     | 社團：アポロ計画 名義：喬林知                                         |
| 全   | APOLLO 01        | Twitter SS（2019 Winter） ※搭配的插畫同時作為2019年今日魔CAFE活動隨機贈送的小卡所使用 「いってらっしゃいませ」馮克萊斯特卿雲特 「えらいぞ」馮波爾特魯卿古恩達 「いいですね」馮卡貝尼可夫卿艾妮西娜 「お疲れさま」村田健 「ハロウィン」古蕾塔 「おはよう」澀谷有利 「おかえり）」馮比雷費魯特卿沃爾夫拉姆 「とても興味深いね」薩拉列基 「ただいま」澀谷有利 「おまかせあれ」克里耶‧約札克 「おやすみなさい」偉拉卿肯拉特 | 2019年12月28日     | 社團：アポロ計画 名義：喬林知                                         |
| 全   | APOLLO 01        | 誰のもとにも訪れる （2008 Winter） ◎廣播劇CD「Trick or Treat」原梗 | 2019年12月28日     | 社團：アポロ計画 名義：喬林知                                         |
| 全   | APOLLO 01        | 誰のもとにも訪れるⅡ （2019 Summer） | 2019年12月28日     | 社團：アポロ計画 名義：喬林知                                         |
| 全   | APOLLO 01        | シブヤーズ （2019 Summer） | 2019年12月28日     | 社團：アポロ計画 名義：喬林知                                         |
| 全   | APOLLO 01        | コンタクト （2008 Winter） | 2019年12月28日     | 社團：アポロ計画 名義：喬林知                                         |

## CD、DVD
廣播劇CD、角色歌、動畫主題曲、SHK放送協會（廣播節目）、粉絲感謝祭聲優活動DVD。（本條目不含動畫DVD及動畫BD）
| 今日魔Drama CD列表            | 今日魔Drama CD列表                                                                | 今日魔Drama CD列表 | 今日魔Drama CD列表                                             | 今日魔Drama CD列表 |
| 發行日                        | 日文標題                                                                          | 英文標題 | 中文標題                                                       | 發行處 |
| ----------------------------- | --------------------------------------------------------------------------------- | --- | -------------------------------------------------------------- | --- |
| 2002年12月25日                | 眞魔国でもクリスマス！？                                                          | Merry Christmas in Shin-Makoku | 在真魔國也有聖誕節!?                                           | Beans文庫創刊１周年活動付書腰初版本限定應募者全員特典CD                                                                              |
| 2003年11月24日                | 次男と三男の秘密の会談                                                            | The second and third sons' secret talk | 次男和三男的秘密談話                                           | The Beans Vol.2 |
| 2004年2月1日                  | 今日からマのつく自由業！                                                          | Kyou Kara MA no Tsuku Jiyuugyou! | 今天開始魔的自由業!                                            | 角川通販限定 初回版／角川通販限定 通常版                                                                                             |
| 2004年12月10日                | マ王様と次男と三男、よくある風景                                                  | The Maou, the second and third sons: A common scenery | 魔王和次男及三男，經常會有的風景                               | The Beans Vol.4 |
| 2005年7月9日                  | 夢を見せまSHOW！                                                                  | Let's watch the Dream MA-SHOW! | 《一起做夢》夢見魔の秀！                                       | The Beans Vol. 5 |
| 2005年7月24日                 | 裏 今度はマのつく最終兵器！                                                       | The other side of "This Time it's the Ultimate Ma!Weapon!" | 裏魔-這次是魔的最終兵器!                                       | 分成［通常版］「本家すぺしゃるVer．」［角川通販限定］「元祖ごーじゃす Ver．」兩種版本發行                                            |
| 2005年6月24日                 | 「今日からマのつく自由業!」プロモCD                                               | | 「今天開始魔の自由業!」推廣CD                                  | 2005年8月Asuka月刊附錄 |
| 2005年10月31日                | 裏 今夜はマのつく大脱走！                                                         | The other side of "Tonight is the Great Ma!Escape!!!" | 裏-今夜是魔的大逃亡!                                           | 分成［通常版］「本家すぺしゃるVer．」［角川通販限定］「元祖ごーじゃす Ver．」兩種版本發行                                            |
| 2005年11月1日                 | ムラケンズ＋＋（ダブルプラス）                                                    | MuraKenzu Double Plus | 村健組 Double Plus                                             | 動畫DVD1st全巻購入特典 |
| 2005年12月31日                | 裏マ 明日はマのつく風が吹く！                                                     | The other side of Tomorrow a Ma!Wind Will Blow! | 裏魔-明天將吹起魔的大風暴!                                     | 分成［通常版］「本家すぺしゃるVer．」［角川通販限定］「元祖ごーじゃす Ver．」兩種版本發行                                            |
| 2006年5月26日                 | マ王陛下のお部屋訪問！～コンラッド編～                                            | The Demon King Room Visits - Conrad's part | 魔王陛下的房間訪問-肯拉德篇                                    | 動畫「今日からマ王! 第二章 1stシーズン VOL.1」アニメイト限定版DVD付録                                                                |
| 2006年5月26日                 | マ王陛下のお部屋訪問！～村田健編～                                                | The Demon King Room Visits - Murata's part | 魔王陛下的房間訪問-村田健篇                                    | 動畫「今日からマ王! 第二章 1stシーズン VOL.2」アニメイト限定版DVD付録                                                                |
| 2006年5月26日                 | マ王陛下のお部屋訪問！～ツェリ＆アニシナ編～                                      | The Demon King Room Visits - Cherie and Anissina's part | 魔王陛下的房間訪問-潔莉和艾妮西娜篇                            | 動畫「今日からマ王! 第二章 1stシーズン VOL.3」アニメイト限定版DVD付録                                                                |
| 2006年5月26日                 | マ王陛下のお部屋訪問！～ギュンター編～                                            | The Demon King Room Visits - Günter's part | 魔王陛下的房間訪問-雲特篇                                      | 動畫「今日からマ王! 第二章 1stシーズン VOL.4」アニメイト限定版DVD付録                                                                |
| 2006年5月26日                 | マ王陛下のお部屋訪問！～グウェンダル編～                                          | The Demon King Room Visits- Gwendal's part | 魔王陛下的房間訪問-古恩達篇                                    | 動畫「今日からマ王! 第二章 1stシーズン VOL.5」アニメイト限定版DVD付録                                                                |
| 2006年5月26日                 | マ王陛下のお部屋訪問！～ヴォルフラム＆グレタ編～                                  | The Demon King Room Visits - Wolfram and Greta's part | 魔王陛下的房間訪問-沃爾夫拉姆和古蕾塔篇                        | 動畫「今日からマ王! 第二章 1stシーズン VOL.6」アニメイト限定版DVD付録                                                                |
| 2006年7月23日                 | 今日からマ王！～おれさまクエスト～の特典ドラマＣＤ                                | Kyou Kara Maou Oresama Quest- Special Drama CD | 今天開始做魔王! 俺様Questマ王-特典Drama CD                     | 遊戲「おれさまクエスト」特典廣播劇ＣＤ                                                                                               |
| 2006年7月27日                 | 眞魔国ゲーム化大作戦！？                                                          | Shin Makoku's Battle Game | 真魔國遊戲化大作戰!?                                           | PS2「今日からマ王！はじマりの旅」特典廣播劇CD                                                                                        |
| 2006年9月11日                 | 今日からマ王!はじマりの旅 パーフェクトファンブック ドラマCD                       | Kyou Kara Maou! Hajimari no Tabi- Perfect Fan Book Drama CD | 今天開始做魔王!開始魔的旅行-完美的粉絲書籍Drama CD             | PS2「今日からマ王！はじマりの旅」パーフェクトファンブック特典廣播劇CD                                                                |
| 2006年11月24日                | 愉快な仲マの優雅な一日～コンラッド＆ギュンター編～                                | A great day with a wonderful Ma-friend- Conrad & Günter | 與魔的朋友共度美好的一天-肯拉德和雲特篇                        | 動畫「今日からマ王!第二章 2ndシーズン VOL.1」アニメイト限定版DVD付録                                                                 |
| 2006年11月24日                | 愉快な仲マの優雅な一日～コンラッド＆ヨザック編～                                  | A great day with a wonderful Ma-friend - Conrad & Josak | 與魔的朋友共度美好的一天-肯拉德和約札克篇                      | 動畫「今日からマ王! 第二章 2ndシーズン VOL.2」アニメイト限定版DVD付録                                                                |
| 2006年11月24日                | 愉快な仲マの優雅な一日～ユーリ＆ヴォルフラム編～                                  | A great day with a wonderful Ma-friend - Yuuri & Wolfram | 與魔的朋友共度美好的一天-有利和沃爾夫拉姆篇                    | 動畫「今日からマ王! 第二章 2ndシーズン VOL.3」アニメイト限定版DVD付録                                                                |
| 2006年11月24日                | 愉快な仲マの優雅な一日～コンラッド＆ユーリ編～                                    | A great day with a wonderful Ma-friend - Conrad & Yuuri | 與魔的朋友共度美好的一天-肯拉德和有利篇                        | 動畫「今日からマ王! 第二章 2ndシーズン VOL.4」アニメイト限定版DVD付録                                                                |
| 2006年11月24日                | 愉快な仲マの優雅な一日～渋谷有利＆村田健編～                                      | A great day with a wonderful Ma-friend - Yuuri & Murata | 與魔的朋友共度美好的一天-澀谷有利和村田健篇                    | 動畫「今日からマ王! 第二章 2ndシーズン VOL.5」アニメイト限定版DVD付録                                                                |
| 2006年12月(2007年5月25日)     | 閣下とマのつくラブ日記！？                                                        | The Love Diary of His Excellency and the King!? | 閣下和魔的愛的日記！？                                         | 角川通販限定 初回版／通常版 |
| 2007年3月(7月25日)            | 裏マＤＸ！                                                                        | The other MA side Deluxe! | 裏魔Deluxe！                                                   | 角川通販限定 初回版／通常版 |
| 2007年4月27日                 | マ族ぶらり地球の旅～有利＆ヴォルフラム編～                                        | The Mazoku's Casual Trip to Earth - Yuuri and Wolfram | 魔族的地球悠閒的旅行-有利和沃爾夫拉姆篇                        | 動畫「今日からマ王! 第二章 3rdシーズン VOL.1」アニメイト限定版DVD付録                                                                |
| 2007年4月27日                 | マ族ぶらり地球の旅～コンラッド＆勝利編～                                          | The Mazoku's Casual Trip to Earth - Conrad and Shouri | 魔族的地球悠閒的旅行-肯拉德和勝利篇                            | 動畫「今日からマ王! 第二章 3rdシーズン VOL.2」アニメイト限定版DVD付録                                                                |
| 2007年4月27日                 | マ族ぶらり地球の旅～有利＆勝利編～                                                | The Mazoku's Casual Trip to Earth - Yuuri and Shouri | 魔族的地球悠閒的旅行-有利和勝利篇                              | 動畫「今日からマ王! 第二章 3rdシーズン VOL.3」アニメイト限定版DVD付録                                                                |
| 2007年4月27日                 | マ族ぶらり地球の旅～ ギュンター＆有利＆村田編～                                   | The Mazoku's Casual Trip to Earth - Gunter, Yuuri and Murata | 魔族的地球悠閒的旅行-雲特和有利和村田篇                        | 動畫「今日からマ王! 第二章 3rdシーズン VOL.4」アニメイト限定版DVD付録                                                                |
| 2007年4月27日                 | マ族ぶらり地球の旅 ～グウェンダル＆コンラッド＆ヴォルフラム編～                   | The Mazoku's Casual Trip to Earth - Wolf, Con & Gwen | 魔族的地球悠閒的旅行-古恩達和肯拉德和沃爾夫拉姆篇              | 動畫「今日からマ王! 第二章 3rdシーズン VOL.5」アニメイト限定版DVD付録                                                                |
| 2007年5月                     | 今日からマのつく自由業！プロジェクトＢ                                            | Kyou kara MA notsuku jiyuugyo! Project B | 今天開始魔的自由業!Project B                                   | 漫畫版「今天開始魔の自由業! 第3集」＆「月刊2007年Asuka5・6月」連動應募者全員特典                                                     |
| 2007年7月8日                  | マ王降誕☆すぺしゃる                                                               | Maou's Birthday ☆Special | 魔王的生日☆特別篇                                              | 角川通販限定 |
| 2007年7月27日                 | 今日からマ王！はじマりの旅楽団 オリジナルCDドラマ「サラレギーエンディング」       | Kyou Kara Maou - Hajimari no Tabi Band - Original CD Drama | 今天開始做魔王!起始之旅樂團－廣播劇CD「薩拉列基結局」          | 原聲帶 |
| 2007年9月27日                 | 今日からヒロイン！？ 甲子園の空を目指せ！ムラケンズの休日                         | From now on I'm a Heroine?! Aiming for the Koshien* sky! The day off of Murakensu | 從今天開始我是女主角！？目標甲子園的天空！村健的休息日         | PS2「今日からマ王！眞魔国の休日」特典廣播劇CD                                                                                        |
| 2007年9月28日                 | マ王！降誕祭CD                                                                    | Maou! Regal Birth CD | 魔王！誕生祭CD                                                 | 今日から(マ)王! 第一章 First Season DVD-BOX付録                                                                                      |
| 2007年10月26日                | 裏マＲ！ 有利＆勝利＆コンラッド編                                                 | Ura Ma R! Yuuri, Shouri and Conrad | 裏魔R！-有利、勝利和肯拉德篇                                   | OVA「今日からマ王!R 小シマロンの少年王(前編)」 アニメイト限定版DVD付録                                                               |
| 2007年11月30日                | 裏マＲ！サラレギー＆ベリエス＆ヨザック編                                          | Ura Ma R! - Saralegi, Berias and Yozak | 裏魔R！-薩拉列基、貝利埃斯和約札克篇                           | OVA「今日からマ王!R 栄冠は誰がために」 アニメイト限定版DVD付録                                                                       |
| 2007年12月28日                | 裏マＲ！ 眞王＆村田編                                                             | Ura Ma R!- Shinou and Murata | 裏魔R！-真王和村田篇                                           | OVA「今日からマ王!R 乾いた風」 アニメイト限定版DVD付録                                                                               |
| 2008年2月29日                 | 裏マＲ！ グウェンダル＆ヴォルフラム＆ヨザック編                                   | Ura Ma R! Gwendal, Wolfram and Yozak | 裏魔R！-古恩達、沃爾夫拉姆和約札克篇                           | OVA「今日からマ王!R 愛の乙女」 アニメイト限定版DVD付録                                                                               |
| 2008年3月28日                 | 裏マＲ！有利＆サラレギー＆ギュンター編                                            | Ura Ma R! Yuuri, Saralegi,and Gunter | 裏魔R！-有利、薩拉列基和雲特篇                                 | OVA「今日からマ王!R 小シマロンの少年王(後編)」 アニメイト限定版DVD付録                                                               |
| 2008年1月1日                  | 今日からマ王！～眞マ国の休日～ パーフェクトファンブック オリジナルドラマCD        | Kyou Kara Maou! A Day Off in Shin Makoku - Perfect Fan Book Original Drama CD | 今天開始做魔王!真魔國的假日-完美的粉絲書籍Drama CD             | PS2「今日からマ王！はじマりの旅」パーフェクトファンブック特典廣播劇CD                                                                |
| 2008年2月14日                 | 今日からマ王！眞マ国の休日“リミテッドBOX” ショップオリジナル特典ドラマCD          | Kyou Kara Maou! A Day Off in Shin Makoku - Limited Box Shop Original Drama CD | 今天開始做魔王!真魔國的假日-店鋪購入限定特典Drama CD           | PS2「今日からマ王！はじマりの旅」店鋪購入限定特典特典廣播劇CD                                                                        |
| 2008年4月23日                 | 秘密                                                                              | The Secret | 秘密                                                           | 今日からマ王! OST+廣播劇CD |
| 2008年5月30日                 | マ王！収穫祭CD                                                                    | Shin Makoku has Harvest Festivals too!? | 魔王！豐收祭CD                                                 | 動畫「今日からマ王! 第一章 Second Season」 DVD-BOX付録                                                                               |
| 2008年6月10日                 | ギュンター閣下の眞魔国快眠CDセット                                                | His Excellency Gunter's Sweet Dreams, Shin Makoku CD | 雲特閣下的真魔國好睡CD                                         | 「沙漠即為魔の路途終點!」＆漫畫版「今天開始魔の自由業! 第4集」＆「月刊2007年Asuka2・3月號」連動全員應募特典                          |
| 2008年11月26日                | これがマのつく記念日(アニバーサリー)！？                                          | This is a MAnniversary!? | 這是魔的週年紀念日！?                                          | 一般販售 ※收錄廣播劇CD ED曲「真っ白な願い」（歌・作詞・作曲・編曲：吉田旬吾）                                                        |
| 2008年11月28日                | これがマのつく大団円！？                                                          | This is the MA Grand Finale!? | 這是魔的大團圓！?                                              | 動畫「今日からマ王! 第一章 Third Season」DVD-BOX付録                                                                                 |
| 2008年7月25日                 | ムラケンズ＋＋（ダブルプラス）                                                    | MuraKenzu Double Plus | Murakenzu村健 Double Plus                                      | 動畫「今日からマ王! 第三章 1stシーズン VOL.1」アニメイト限定版DVD付録                                                                |
| 2008年9月26日                 | 裏マ3！有利＆ヴォルフラム＆ヴァルトラーナ編                                       | Ura Ma3 - Yuuri, Wolfram and Waltorana | 裏魔3！-有利、沃爾夫拉姆和巴鲁德那拉篇                         | 動畫「今日からマ王! 第三章 1stシーズン VOL.2」アニメイト限定版DVD付録                                                                |
| 2008年10月31日                | 裏マ3！有利＆コンラッド＆グレタ編                                                 | Ura Ma3 - Yuuri, Conrad and Greta | 裏魔3！-有利、肯拉德和古蕾塔篇                                 | 動畫「今日からマ王! 第三章 1stシーズン VOL.3」アニメイト限定版DVD付録                                                                |
| 2008年11月28日                | 裏マ3！有利＆村田＆ヨザック編                                                     | Ura Ma3 - Yuuri, Murata and Josak | 裏魔3！-有利、村田和約札克篇                                   | 動畫「今日からマ王! 第三章 1stシーズン VOL.4」アニメイト限定版DVD付録                                                                |
| 2008年12月26日                | 裏マ3！グウェンダル＆デンシャム＆ヨザック編                                       | Ura Ma3 - Gwendal, Yozak, Densham (von Karbelnikoff) | 裏魔3！- 古恩達、登夏姆和約札克)( 馮•卡貝尼可夫卿)             | 動畫「今日からマ王! 第三章 1stシーズン VOL.5」アニメイト限定版DVD付録                                                                |
| 2009年1月30日                 | 裏マ3！勝利＆ヴォルフラム＆村田編                                                 | Ura Ma3 - Shouri Wolfram and Murata | 裏魔3！-有利、沃爾夫拉姆和村田篇                               | 動畫「今日からマ王! 第三章 1stシーズン VOL.6」アニメイト限定版DVD付録                                                                |
| 2009年2月27日                 | 裏マ3！有利＆コンラッド＆デル・キアスン編                                         | Ura Ma3 - Yuuri, Conrad and Del Kierson (von Wincott) | 裏魔3！-有利、肯拉德和德魯吉亞斯篇)（馮．溫克特）              | 動畫「今日からマ王! 第三章 1stシーズン VOL.7」アニメイト限定版DVD付録                                                                |
| 2009年3月27日                 | 裏マ3！グウェンダル＆ヴォルフラム＆サラレギー編                                   | Ura Ma3 - Gwendal, Wolfram and Saralegi | 裏魔3！-古恩達、沃爾夫拉姆和薩拉列基篇                         | 動畫「今日からマ王! 第三章 1stシーズン VOL.8」アニメイト限定版DVD付録                                                                |
| 2009年2月27日                 | 今日からマ王！聖砂國ＤＸ！（往路）                                                | Kyou Kara Maou! Seisakoku DX! Outward Journey | 今天開始做魔王！聖砂國Deluxe！去程                             | 角川通販限定 |
| 2009年4月30日                 | 今日からマ王！聖砂国ＤＸ！（復路）                                                | Kyou Kara Maou! Seisakoku DX! Return Trip | 今天開始做魔王！聖砂國Deluxe！回程                             | 角川通販限定 |
| 2009年3月24日                 | 陛下と次男と三男の，すべらない話                                                  | His Majesty, the second and third sons' jokes that never fail | 陛下與次男和三男，有意思的話題                                 | 2009年5月Asuka月刊附錄 |
| 2009年4月24日                 | 遠足は決行                                                                        | The camping trip will be fine | 我們要去遠足                                                   | 2009年6月Asuka月刊附錄 |
| 未發佈                        | これがマのつく腐れ縁！？                                                          | This is the MA undesirable but, inseparable relationship?! | 這次是魔的孽緣!?                                               | ◎原訂DVD-BOX 第二章 First Season特典（未發行）                                                                                       |
| 2009年5月29日                 | 裏マ3！ギュンター＆＆デンシャム＆デル・キアスン編                                 | Ura Ma3 - Gunter, Del Kierson, and Densham | 裏魔3！-雲特、德爾奇亞森和登夏姆篇                             | 動畫「今日からマ王! FINAL 第三章 2ndシーズン VOL.1」 アニメイト限定版DVD付録                                                         |
| 2009年7月31日                 | 裏マ3！有利＆勝利＆コンラッド編                                                   | Ura Ma3 - Yuuri, Shouri and Conrad | 裏魔3！-有利、勝利和肯拉德篇                                   | 動畫「今日からマ王! FINAL 第三章 2ndシーズン VOL.2」アニメイト限定版DVD付録                                                          |
| 2009年8月28日                 | 裏マ3！コンラッド＆ヴォルフラム＆村田編                                           | Ura Ma3 - Conrad, Wolfram, and Murata | 裏魔3！-肯拉德、沃爾夫拉姆和村田篇                             | 動畫「今日からマ王! FINAL 第三章 2ndシーズン VOL.3」アニメイト限定版DVD付録                                                          |
| 2009年9月25日                 | 裏マ3！コンラッド＆グウェンダル＆サラレギー編                                     | Ura Ma3 - Conrad, Gwendal and Saralegi | 裏魔3！-肯拉德，古恩達和薩拉列基                               | 動畫「今日からマ王! FINAL 第三章 2ndシーズン VOL.4」アニメイト限定版DVD付録                                                          |
| 2009年11月27日                | 裏マ3！有利＆勝利＆ヴォルフラム編                                                 | Ura Ma3 - Yuuri, Shouri, and Wolfram | 裏魔3！-有利、勝利和沃爾夫拉姆篇                               | 動畫「今日からマ王! FINAL 第三章 2ndシーズン VOL.5」アニメイト限定版DVD付録                                                          |
| 2009年12月25日                | 裏マ3！眞王＆村田＆ジェネウス編                                                   | Ura Ma3 - Shinou, Murata, and Janus | 裏魔3！-真王、村田和杰内烏斯篇                                 | 動畫「今日からマ王! FINAL 第三章 2ndシーズン VOL.6」アニメイト限定版DVD付録                                                          |
| 2010年4月24日                 | 不思議の国のマ王                                                                  | Maou in Wonderland | 魔王的夢遊仙境                                                 | 2010年6月Asuka月刊附錄 |
| 2010年7月24日                 | 鏡の国のマ王                                                                      | Maou behind the Mirror | 鏡之國的魔王                                                   | 2010年9月Asuka月刊附錄 |
| 2011年1月21日                 | 「ドキッ☆男だらけの深夜便」セット ドラマCD Dの世界                                | The D World | 「心跳☆盡是男人的深夜快遞」套組廣播劇CD-D世界                  | 「後方便是魔の石牆壁!」＆「㋮本 Maru-ma Series Official Fan Book」連動全員應募特典                                                   |
| 2012年5月24日                 | ウェラー卿コンラートのNight-night(ナイナイ)                                       | Lord Weller's Night-Night | 偉拉卿．肯拉特的Night-Night                                    | 2012年7月Asuka月刊附錄 |
| 2013年7月24日                 | 魔王陛下とその婚約者の、「おやすみなさい」                                        | Maou Heika and his Fiance's "Sleep Tight" | 魔王陛下和他的未婚夫的「晚安」                                 | 2013年3月Asuka月刊附錄 |
| 2013年10月24日                | 魔王陛下とその名付親の、今夜は眠れない                                            | Maou Heika and his Fiance's "Sleep Tight" | 魔王陛下和他的命名老爹的「今夜睡不著」                         | 2013年12月Asuka月刊附錄 |
| 2018年11月23日                | A Present for You                                                                 | A Present for You | 給你的禮物                                                     | 2018年真魔國王立博覽會活動同步發行                                                                                                   |
| 2019年10月26日                | Trick or Treat                                                                    | Trick or Treat | 不給糖就搗蛋                                                   | 2019年真魔國王立喫茶室活動同步發行                                                                                                   |
| 角色歌CD                      |                                                                                   | |                                                                | |
| 發行日                        | 專輯名稱                                                                          | 收錄曲 | 收錄曲                                                         | 備註 |
| 2009年8月26日                 | 今日からマ王！キャラソンベストアルバム 「眞魔国名曲アルバム」                     | 1.白と黒-渋谷有利（櫻井孝宏） | 1.白と黒-渋谷有利（櫻井孝宏）                                  | 角色歌系列 Vol.1〜6再錄合輯 |
| 2009年8月26日                 | 今日からマ王！キャラソンベストアルバム 「眞魔国名曲アルバム」                     | 2.終わらない冒険-ヴォルフラム（斎賀みつき） |                                                                | 角色歌系列 Vol.1〜6再錄合輯 |
| 2009年8月26日                 | 今日からマ王！キャラソンベストアルバム 「眞魔国名曲アルバム」                     | 3.HOME PLANET-渋谷勝利（小西克幸） |                                                                | 角色歌系列 Vol.1〜6再錄合輯 |
| 2009年8月26日                 | 今日からマ王！キャラソンベストアルバム 「眞魔国名曲アルバム」                     | 4.蝋燭-ギュンター（井上和彦） |                                                                | 角色歌系列 Vol.1〜6再錄合輯 |
| 2009年8月26日                 | 今日からマ王！キャラソンベストアルバム 「眞魔国名曲アルバム」                     | 5.同じ風に吹かれて-村田健（宮田幸季） |                                                                | 角色歌系列 Vol.1〜6再錄合輯 |
| 2009年8月26日                 | 今日からマ王！キャラソンベストアルバム 「眞魔国名曲アルバム」                     | 6.eternal ring-コンラート（森川智之） |                                                                | 角色歌系列 Vol.1〜6再錄合輯 |
| 2009年8月26日                 | 今日からマ王！キャラソンベストアルバム 「眞魔国名曲アルバム」                     | 7.窓枠の世界-渋谷勝利（小西克幸） |                                                                | 角色歌系列 Vol.1〜6再錄合輯 |
| 2009年8月26日                 | 今日からマ王！キャラソンベストアルバム 「眞魔国名曲アルバム」                     | 8.太陽をみつめている-ヴォルフラム（斎賀みつき） |                                                                | 角色歌系列 Vol.1〜6再錄合輯 |
| 2009年8月26日                 | 今日からマ王！キャラソンベストアルバム 「眞魔国名曲アルバム」                     | 9.降誕祭の夜-ギュンター（井上和彦） |                                                                | 角色歌系列 Vol.1〜6再錄合輯 |
| 2009年8月26日                 | 今日からマ王！キャラソンベストアルバム 「眞魔国名曲アルバム」                     | 10.賢者の休日-村田健（宮田幸季） |                                                                | 角色歌系列 Vol.1〜6再錄合輯 |
| 2009年8月26日                 | 今日からマ王！キャラソンベストアルバム 「眞魔国名曲アルバム」                     | 11.Love Me Tender-コンラート（森川智之） |                                                                | 角色歌系列 Vol.1〜6再錄合輯 |
| 2009年8月26日                 | 今日からマ王！キャラソンベストアルバム 「眞魔国名曲アルバム」                     | 12.ビオライト（ｍeans‘be all right’）-渋谷有利（櫻井孝宏） |                                                                | 角色歌系列 Vol.1〜6再錄合輯 |
| 2009年8月26日                 | 今日からマ王！キャラソンベストアルバム 「眞魔国名曲アルバム」                     | 13.永遠に響く詩-ヴォルフラム（斎賀みつき） ※廣播節目「今日からマ王！眞魔国放送協会（SHK）」主題曲「BACK2BACK」C/W曲 |                                                                | 角色歌系列 Vol.1〜6再錄合輯 |
| 2007年7月25日                 | 今日からマ王！キャラクターソングアルバム 「みんなのうた」                         | 1.天翔ける剣-コンラッド＆ヴォルフラム（森川智之＆斎賀みつき） | 1.天翔ける剣-コンラッド＆ヴォルフラム（森川智之＆斎賀みつき）  | 作詞：只野菜摘 作曲：西岡和哉 編曲：西岡和哉 - ◎ヴァン・ダー・ヴィーア音頭 作詞：喬林知 with ＧＥＧ 作曲/編曲：西岡和哉              |
| 2007年7月25日                 | 今日からマ王！キャラクターソングアルバム 「みんなのうた」                         | 2.孤高の瞳-グウェンダル（大塚明夫） |                                                                | 作詞：只野菜摘 作曲：西岡和哉 編曲：西岡和哉 - ◎ヴァン・ダー・ヴィーア音頭 作詞：喬林知 with ＧＥＧ 作曲/編曲：西岡和哉              |
| 2007年7月25日                 | 今日からマ王！キャラクターソングアルバム 「みんなのうた」                         | 3.愛のみずうみ-ギュンター（井上和彦） |                                                                | 作詞：只野菜摘 作曲：西岡和哉 編曲：西岡和哉 - ◎ヴァン・ダー・ヴィーア音頭 作詞：喬林知 with ＧＥＧ 作曲/編曲：西岡和哉              |
| 2007年7月25日                 | 今日からマ王！キャラクターソングアルバム 「みんなのうた」                         | 4.Roca〜本能という名の衝動〜-アニシナ（高山みなみ） |                                                                | 作詞：只野菜摘 作曲：西岡和哉 編曲：西岡和哉 - ◎ヴァン・ダー・ヴィーア音頭 作詞：喬林知 with ＧＥＧ 作曲/編曲：西岡和哉              |
| 2007年7月25日                 | 今日からマ王！キャラクターソングアルバム 「みんなのうた」                         | 5.悠久の月-村田健（宮田幸季） |                                                                | 作詞：只野菜摘 作曲：西岡和哉 編曲：西岡和哉 - ◎ヴァン・ダー・ヴィーア音頭 作詞：喬林知 with ＧＥＧ 作曲/編曲：西岡和哉              |
| 2007年7月25日                 | 今日からマ王！キャラクターソングアルバム 「みんなのうた」                         | 6.遥かなる旅（Time river）-渋谷勝利（小西克幸） |                                                                | 作詞：只野菜摘 作曲：西岡和哉 編曲：西岡和哉 - ◎ヴァン・ダー・ヴィーア音頭 作詞：喬林知 with ＧＥＧ 作曲/編曲：西岡和哉              |
| 2007年7月25日                 | 今日からマ王！キャラクターソングアルバム 「みんなのうた」                         | 7.可愛いひと-ツェツィーリエ（勝生真沙子） |                                                                | 作詞：只野菜摘 作曲：西岡和哉 編曲：西岡和哉 - ◎ヴァン・ダー・ヴィーア音頭 作詞：喬林知 with ＧＥＧ 作曲/編曲：西岡和哉              |
| 2007年7月25日                 | 今日からマ王！キャラクターソングアルバム 「みんなのうた」                         | 8.ヴァン・ダー・ヴィーア音頭-グリエ・ヨザック（竹田雅則）◎ |                                                                | 作詞：只野菜摘 作曲：西岡和哉 編曲：西岡和哉 - ◎ヴァン・ダー・ヴィーア音頭 作詞：喬林知 with ＧＥＧ 作曲/編曲：西岡和哉              |
| 2007年7月25日                 | 今日からマ王！キャラクターソングアルバム 「みんなのうた」                         | 9.約束-眞魔国王立合唱団：コンラッド（森川智之）、 ヴォルフラム（斎賀みつき）、 グウェンダル（大塚明夫）、 ギュンター（井上和彦）、 アニシナ（高山みなみ）、 村田健（宮田幸季）、 渋谷勝利（小西克幸）、 ツェリ（勝生真沙子）、 ヨザック（竹田雅則）、 渋谷有利 ※口白（櫻井孝宏） |                                                                | 作詞：只野菜摘 作曲：西岡和哉 編曲：西岡和哉 - ◎ヴァン・ダー・ヴィーア音頭 作詞：喬林知 with ＧＥＧ 作曲/編曲：西岡和哉              |
| 2005年12月7日                 | 今日からマ王！キャラクターソングシリーズ Vol.1 渋谷有利                           | 1.ビオライト（means 'be all right'） 2.白と黒 +兩曲純享版 | 歌：櫻井孝宏                                                   | 作詞：只野菜摘 作曲：西岡和哉 編曲：西岡和哉                                                                                         |
| 2005年12月7日                 | 今日からマ王！キャラクターソングシリーズ Vol.2 ウェラー卿コンラート               | 1.eternal ring 2.Love Me Tender +兩曲純享版 | 歌：森川智之                                                   | 作詞：只野菜摘 作曲：西岡和哉 編曲：西岡和哉                                                                                         |
| 2005年12月21日                | 今日からマ王！キャラクターソングシリーズ Vol.3 フォンビーレフェルト卿ヴォルフラム | 1.終わらない冒険 2.太陽をみつめている +兩曲純享版 | 歌：斎賀みつき                                                 | 作詞：只野菜摘 作曲：西岡和哉 編曲：西岡和哉                                                                                         |
| 2009年2月27日                 | 今日からマ王！キャラクターソングシリーズ Vol.4 村田健                             | 1.同じ風に吹かれて 2.賢者の休日 +兩曲純享版 +from Vocalist | 歌：宮田幸季                                                   | 作詞：谷藤律子 作曲：西岡和哉 編曲：西岡和哉                                                                                         |
| 2008年3月26日                 | 今日からマ王！キャラクターソングシリーズ Vol.5 フォンクライスト卿ギュンター       | 1.降誕祭の夜 2.蝋燭 +兩曲純享版 +from Vocalist | 歌：井上和彦                                                   | 作詞：谷藤律子 作曲：西岡和哉 編曲：西岡和哉                                                                                         |
| 2008年4月23日                 | 今日からマ王！キャラクターソングシリーズ Vol.6 渋谷勝利                           | HOME PLANET. 窓枠の世界 +兩曲純享版 +from Vocalist | 歌：小西克幸                                                   | 作詞：谷藤律子 作曲：西岡和哉 編曲：西岡和哉                                                                                         |
| 主題曲CD                      |                                                                                   | |                                                                | |
| 發行日                        | 專輯名稱                                                                          | 歌手 | 收錄曲                                                         | 備註 |
| 2004年5月26日 2005年8月24日   | 果てしなく遠い空に／ ステキな幸せ                                                 | THE STAND UP | 1.果てしなく遠い空に（今日からマ王！第1＆第2シリーズOP）       | |
| 2004年5月26日 2005年8月24日   | 果てしなく遠い空に／ ステキな幸せ                                                 | THE STAND UP | 2.ステキな幸せ（今日からマ王！第1シリーズED）                  | |
| 2004年5月26日 2005年8月24日   | 果てしなく遠い空に／ ステキな幸せ                                                 | THE STAND UP | 3.お月様 (from フリーライブ in くまがや on 2004.2.8)           | |
| 2005年7月27日                 | ありがとう〜                                                                      | BON'Z | 1.ありがとう〜（今日からマ王！第2シリーズED）                  | |
| 2005年7月27日                 | ありがとう〜                                                                      | BON'Z | 2.Days                                                         | |
| 2005年7月27日                 | ありがとう〜                                                                      | BON'Z | +兩曲純享版                                                    | |
| 2007年7月25日                 | YES,everytime                                                                     | THE STAND UP | ロマンチック・モーニング （今日からマ王！OVA OP）              | |
| 2007年7月25日                 | YES,everytime                                                                     | THE STAND UP | 秘密のポケット（今日からマ王！OVA ED）                         | |
| 2008年5月28日                 | 世界よ笑え Ｇｏｉｎｇ                                                             | 吉田旬吾 with M-Tone 吉田旬吾 | 1.世界よ笑え（今日からマ王！第3シリーズOP）                    | 歌：吉田旬吾 with M-Tone 作詞：吉田旬吾 作曲・編曲：宅見将典                                                                         |
| 2008年5月28日                 | 世界よ笑え Ｇｏｉｎｇ                                                             | 吉田旬吾 with M-Tone 吉田旬吾 | 2.Ｇｏｉｎｇ（今日からマ王！第3シリーズED）                    | 歌：吉田旬吾 作詞・作曲：吉田旬吾 編曲：宅見将典                                                                                     |
| 2008年5月28日                 | 世界よ笑え Ｇｏｉｎｇ                                                             | 吉田旬吾 with M-Tone 吉田旬吾 | +TV版&純享版                                                   | |
| 2008年12月17日                | 大切なもの                                                                        | 吉田旬吾 | 1.大切なもの（今日からマ王！第3シリーズ挿入歌）                | 歌：吉田旬吾 作詞・作曲：吉田旬吾 編曲：宅見将典                                                                                     |
| 2008年12月17日                | 大切なもの                                                                        | 吉田旬吾 | 2.見えない手と手                                               | 歌：吉田旬吾 作詞：喬林 知 作曲：吉田旬吾 編曲：宅見将典                                                                             |
| 2008年12月17日                | 大切なもの                                                                        | 吉田旬吾 | +大切なもの（Guitar ver.）&兩曲純享版                          | |
| 眞魔國SHK放送協會（廣播節目） |                                                                                   | |                                                                | |
| 發行日                        | 日文標題                                                                          | 英文標題 | 中文標題                                                       | 收錄 |
| 2007年5月25日                 | 眞魔国SHK vol.1                                                                   | Radio SHK 1 | 眞魔國SHK電台1                                                 | DISC1：廣播第1回～第7回 DISC2：廣播第8回～第9回，廣播特别篇                                                                          |
| 2007年10月24日                | 眞魔国SHK vol.2                                                                   | Radio SHK 2 | 眞魔國SHK電台2                                                 | DISC1：廣播第11回～第17回 DISC2：廣播第18回～第20回，廣播特别篇                                                                      |
| 2008年3月26日                 | 眞魔国SHK vol.3                                                                   | Radio SHK 3 | 眞魔國SHK電台3                                                 | DISC1：廣播第21回～第27回 DISC2：廣播第28回～第30回，廣播特别篇                                                                      |
| 2008年7月25日                 | 眞魔国SHK vol.4                                                                   | Radio SHK 4 | 眞魔國SHK電台4                                                 | DISC1：廣播第31回～第37回 DISC2：廣播第38回～第40回，廣播特别篇                                                                      |
| 2008年11月27日                | 眞魔国SHK vol.5                                                                   | Radio SHK 5 | 眞魔國SHK電台5                                                 | DISC1：廣播第41回～第47回 DISC2：廣播第48回～第50回，廣播特别篇                                                                      |
| 2009年4月22日                 | 眞魔国SHK vol.6                                                                   | Radio SHK 6 | 眞魔國SHK電台6                                                 | DISC1：廣播第51回～第56回 DISC2：廣播第57回～第62回 DISC2：廣播第63回，廣播特别篇                                                    |
| 感謝祭活動DVD                 |                                                                                   | |                                                                | |
| 發行日                        | 日文標題                                                                          | 英文標題 | 中文標題                                                       | 備註 |
| 2006年7月9日                  | 今日からマ王！ファン感謝祭~真魔国でもバレンタイン！？~                            | Kyou Kara Maou! Thanks to the Fans! There's Valentine's Day in Shin-Makoku too?! | 今天開始做魔王！粉絲感謝祭～真魔國也有情人節！？               | 今日魔角色聲優本人出演之舞台活動 |
| 2006年10月24日                | 今日からマ王!イベントDVD ファン感謝祭II~眞魔国でもジューンブライド!?~             | June Bride - There are June Brides in Shin Makoku too!? | 今天開始做魔王！粉絲感謝祭2～真魔國也有六月新娘！?             | 今日魔角色聲優本人出演之舞台活動 |
| 2008年11月8日                 | 今日からマ王！Ｒ 全巻購入特典 Special DVD「眞マ国 春の感謝祭」                    | | 今日からマ王！Ｒ 全卷購入特典 Special DVD「真魔國 春之感謝祭」 | 「今日からマ王！R」DVD全5卷購入特典 ◎收錄內容：2008年2月作為OVA發行紀念所舉辦的「真魔國 春之感謝祭」聲優現場演出為中心編輯的影像特典 |

## 電視動畫
動畫名稱是《今天是魔王!》，總共全3季。皆在日本的深夜時段播出。台灣於2006年1月7日MOMO親子台開台後周末下午五點獨家首播，同時連播兩集，初期播映至第二季完結為止。

### 製作人員
- 原作 - 喬林知
- 人物原案 - 松本手毬
- 監督 - 西村純二
- 系列構成 - 面出明美
- 人物設定 - 工藤裕加
- 概念設計 - 青木智由紀、小坂知、岡崎智凱、宮脇謙史
- 美術監督 - 小山俊久
- 色彩設計 - 松本真司
- 攝影監督 - 近藤慎与、下崎昭
- 音樂 - 吉川洋一郎
- 音響監督 - 、高寺雄
- 動畫製作人 - 野口和紀、浦崎宣光
- 製作人 - 柴田裕司
- 制作統括 - 柏木敦子、伊原英夫
- 動畫制作 - STUDIO DEEN
- 共同制作 - 綜合Vision
- 製作、著作 - NHK

### 主題曲
片頭曲
「望向一望無際的天空」（第1季 - 第2季）
作詞 - 坂本 / 作曲 - 太田 / 歌、演奏 - THE STAND UP
（第3季）
作詞 - 吉田旬吾 / 作曲・編曲 - 宅見將典 / 歌 - 吉田旬吾 with M-Tone
片尾曲
（第1季）
作詞 - 坂本 / 作曲 - 太田 / 歌、演奏 - THE STAND UP
「謝謝～」（第2季）
作詞、歌 - BON'z / 作曲 - IKKI / 編曲 - ha-j
「Going」（第3季）
作詞、作曲、歌 - 吉田旬吾 / 編曲 - 宅見將典

### 各話列表
| 話數          | 日文標題     | 中文標題                 | 脚本              | 分鏡         | 演出         | 作画監督                                                    | 播放日期      |
| first season  | first season | first season             | first season      | first season | first season | first season                                                | first season  |
| ------------- | ------------ | ------------------------ | ----------------- | ------------ | ------------ | ----------------------------------------------------------- | ------------- |
| 第1話         |              | 流至異世界               | 面出明美          | 西村純二     | 西村純二     | 堀越久美子                                                  | 2004年 4月3日 |
| 第2話         |              | 決鬥！美少年vs棒球少年   | 田中哲生          | 西村純二     | 林有紀       | 徳田夢之介                                                  | 4月10日       |
| 第3話         |              | 澀谷有利！我是魔王       | 根元歳三          | 小寺勝之     | 柳瀬雄之     | なかじまちゅうじ                                            | 4月17日       |
| 第4話         |              | 這次是最終兵器!?         | 面出明美          | 小寺勝之     | 吉田俊司     | 江森真理子                                                  | 4月24日       |
| 第5話         |              | 水手服和頑固者           | 岡田麿里          | 御神崎海     | 御神崎海     | かどともあき                                                | 5月1日        |
| 第6話         |              | 食人魔劍 莫魯極夫的恐怖? | 時村尚            | 山本秀世     | 小倉宏文     | 飯飼一幸                                                    | 5月8日        |
| 第7話         |              | 暴走？迷走？魔劍啟動!    | 根元歳三          | 小寺勝之     | 林有紀       | なかじまちゅうじ 外崎春雄 山元浩 桜井正明 柳瀬雄之 芝美奈子 | 5月15日       |
| 第8話         |              | 月下的陰謀               | 面出明美          | 下平律       | 下平律       | 江森真理子                                                  | 5月22日       |
| 第9話         |              | 被偷盜的秘寶             | 時村尚 面出明美   | 小寺勝之     | 早川啓二     | 坂巻貞彦                                                    | 5月29日       |
| 第10話        |              | 緊逼魔王而來的手!        | 根元歳三          | 山本秀世     | 古川政美     | 徳田夢之介                                                  | 6月5日        |
| 第11話        |              | 次元空間戰鬥開始         | 岡田麿里          | 小寺勝之     | 吉田俊司     | 中杉徹                                                      | 6月12日       |
| second season |              |                          |                   |              |              |                                                             |               |
| 第12話        |              | 愛和宿命的鎖鏈           | 岡田麿里          | 林有紀       | 林有紀       | 柳瀬雄之                                                    | 6月26日       |
| 第13話        |              | 新娘與有利和古恩達       | 田中哲生 面出明美 | 小寺勝之     | 岡嶋国敏     | 波風立流                                                    | 7月3日        |
| 第14話        |              | 有利、繁重勞動           | 面出明美          | 小寺勝之     | 橋本敏一     | 小松信                                                      | 7月10日       |
| 第15話        |              | 砂漠降下的甘霖           | 面出明美          | 早川啓二     | 早川啓二     | 坂巻貞彦                                                    | 7月17日       |
| 第16話        |              | 魔王捕物                 | 根元歳三          | 小寺勝之     | 則座誠       | 江森真理子                                                  | 7月24日       |
| 第17話        |              | 我要再婚                 | 岡田麿里          | ボブ白旗     | 古川政美     | 柳瀬雄之                                                    | 8月28日       |
| 第18話        |              | 為了愛                   | 田中哲生          | 山本秀世     | 吉田俊司     | かどともあき                                                | 9月4日        |
| 第19話        |              | 勇者VS魔王 前篇          | 面出明美          | 小寺勝之     | 林有紀       | 波風立流                                                    | 9月11日       |
| 第20話        |              | 勇者VS魔王 後篇          | 面出明美          | 小寺勝之     | 下司泰弘     | 武内啓                                                      | 9月18日       |
| 第21話        |              | 危險的訪問者             | 根元歳三          | 小寺勝之     | 岡嶋国敏     | 近藤優次                                                    | 9月25日       |
| 第22話        |              | 宿命男子                 | 岡田麿里          | 早川啓二     | 早川啓二     | 坂巻貞彦                                                    | 10月2日       |
| 第23話        |              | 炎之賽跑                 | 田中哲生          | 室谷靖       | 室谷靖       | 柳瀬雄之                                                    | 10月9日       |
| 第24話        |              | 不被寬恕的人             | 面出明美          | 下平律       | 吉田俊司     | かどともあき                                                | 10月16日      |
| 第25話        |              | 過去與未来               | 面出明美          | ボブ白旗     | 古川政美     | 江森真理子                                                  | 10月23日      |
| third season  |              |                          |                   |              |              |                                                             |               |
| 第26話        |              | 生命循環的盡頭           | 面出明美          | 西村純二     | 岡嶋国敏     | 徳田夢之介                                                  | 10月30日      |
| 第27話        |              | 肯拉特的手               | 根元歳三          | 早川啓二     | 早川啓二     | 坂巻貞彦                                                    | 11月6日       |
| 第28話        |              | 凶惡的再會               | 岡田麿里          | 小寺勝之     | 林有紀       | かどともあき                                                | 11月13日      |
| 第29話        |              | 戰慄的序章               | 田中哲生          | 室谷靖       | 室谷靖       | 徳田夢之介                                                  | 11月20日      |
| 第30話        |              | 禁忌之箱                 | 根元歳三          | 小寺勝之     | 山本秀世     | 石川智美                                                    | 11月27日      |
| 第31話        |              | 地之果                   | 根元歳三          | ボブ白旗     | 吉田俊司     | 山下喜光                                                    | 12月4日       |
| 第32話        |              | 鑰匙的記憶               | 岡田麿里          | 林有紀       | 林有紀       | 江森真理子                                                  | 12月11日      |
| 第33話        |              | 激戰!雪地競走            | 田中哲生          | 早川啓二     | 早川啓二     | 坂巻貞彦                                                    | 12月18日      |
| 第34話        |              | 熱鬥!互相殘殺            | 面出明美          | 小寺勝之     | 古川政美     | かどともあき                                                | 2005年 1月8日 |
| 第35話        |              | 冰天雪地                 | 面出明美          | ボブ白旗     | 岡嶋国敏     | 波風立流                                                    | 1月15日       |
| 第36話        |              | 再見!肯拉特              | 面出明美          | 室谷靖       | 室谷靖       | 大久保修                                                    | 1月22日       |
| 第37話        |              | 箱之行蹤                 | 面出明美          | 玉野陽美     | 山本秀世     | 石川智美                                                    | 1月29日       |
| 第38話        |              | 雲達VS肯拉特             | 根元歳三          | 早川啓二     | 早川啓二     | 坂巻貞彦                                                    | 2月5日        |
| 第39話        |              | 你是魔王                 | 岡田麿里          | ボブ白旗     | 吉田俊司     | 波風立流                                                    | 2月12日       |

| 話數          | 日文標題     | 中文標題            | 脚本         | 分鏡         | 演出         | 作画監督            | 播放日期      |
| first season  | first season | first season        | first season | first season | first season | first season        | first season  |
| ------------- | ------------ | ------------------- | ------------ | ------------ | ------------ | ------------------- | ------------- |
| 第40話        |              | 因為牽絆            | 田中哲生     | 西村純二     | 岡嶋国敏     | 江森真理子 桜井正明 | 2005年 4月2日 |
| 第41話        |              | 肯拉特的回歸        | 面出明美     | 林有紀       | 林有紀       | かどともあき        | 4月9日        |
| 第42話        |              | 遙遠的約定          | 面出明美     | 古川政美     | 古川政美     | 桂木杏              | 4月16日       |
| 第43話        |              | 血盟城恐怖嬰兒事件  | 根元歳三     | 林有紀       | 白石道太     | 波風立流            | 4月23日       |
| 第44話        |              | 幻之少女            | 岡田麿里     | 早川啓二     | 早川啓二     | 坂巻貞彦            | 4月30日       |
| 第45話        |              | 許婚VS婚約者        | 田中哲生     | 西村純二     | 吉田俊司     | 徳田夢之介          | 5月7日        |
| 第46話        |              | 森林巫女            | 根元歳三     | 林有紀       | 林有紀       | かどともあき        | 5月14日       |
| 第47話        |              | 生命的證明          | 岡田麿里     | ボブ白旗     | 岡嶋国敏     | 桂木杏              | 5月21日       |
| 第48話        |              | 逆襲、大史瑪隆!     | 根元歳三     | 古川政美     | 古川政美     | 波風立流            | 5月28日       |
| 第49話        |              | 獅子與狼            | 岡田麿里     | ボブ白旗     | 高橋順       | 石川智美            | 6月4日        |
| 第50話        |              | 我深愛的茱莉葉      | 田中哲生     | 三田浩二     | 白石道太     | 徳田夢之介          | 6月11日       |
| 第51話        |              | 復仇鬼?瑪克辛       | 根元歳三     | 早川啓二     | 吉田俊司     | かどともあき        | 6月18日       |
| 第52話        |              | 頂天立地的肯拉特    | 岡田麿里     | ボブ白旗     | 岡嶋国敏     | 波風立流            | 6月25日       |
| 第53話        |              | 前略、有利陛下      | 田中哲生     | 林有紀       | 林有紀       | 桂木杏              | 7月2日        |
| 第54話        |              | 聖劍與魔劍・前篇    | 面出明美     | 古川政美     | 古川政美     | 臼田美夫            | 7月9日        |
| 第55話        |              | 聖劍與魔劍・後篇    | 面出明美     | 林有紀       | 林有紀       | かどともあき        | 7月16日       |
| second season |              |                     |              |              |              |                     |               |
| 第56話        |              | 蠢蠢欲動的陰謀      | 根元歳三     | 西村純二     | 白石道太     | 波風立流            | 8月27日       |
| 第57話        |              | 來自黑暗的魔物      | 田中哲生     | 藤原良二     | 古川政美     | 桂木杏              | 9月3日        |
| 第58話        |              | 混沌之王            | 岡田麿里     | ボブ白旗     | 吉田俊司     | 徳田夢之介          | 9月10日       |
| 第59話        |              | 魔族去地球          | 根元歳三     | 西村純二     | 鎌倉由実     | 臼田美夫            | 9月17日       |
| 第60話        |              | 哥哥的煩惱          | 田中哲生     | 古川政美     | 古川政美     | かどともあき        | 9月24日       |
| 第61話        |              | 另一位魔王          | 岡田麿里     | 林有紀       | 林有紀       | 波風立流            | 10月1日       |
| 第62話        |              | 被寄託的希望        | 面出明美     | 藤原良二     | 岡嶋国敏     | 桂木杏              | 10月8日       |
| 第63話        |              | 對決!魔王VS骨飛軍團 | 根元歳三     | 西村純二     | 吉田俊司     | 臼田美夫            | 10月15日      |
| 第64話        |              | 雪雲達再現          | 田中哲生     | 古川政美     | 古川政美     | 桂木杏              | 10月22日      |
| 第65話        |              | 前往銀白世界        | 岡田麿里     | 山本秀世     | 山本秀世     | 石川智美            | 10月29日      |
| 第66話        |              | 心靈的力量          | 面出明美     | 林有紀       | 林有紀       | かどともあき        | 11月19日      |
| third season  |              |                     |              |              |              |                     |               |
| 第67話        |              | 通往明天的橋樑      | 田中哲生     | 鎌倉由実     | 鎌倉由実     | 桂木杏              | 11月26日      |
| 第68話        |              | 榮光時代            | 面出明美     | 藤原良二     | 岡嶋国敏     | 波風立流            | 12月3日       |
| 第69話        |              | 理應守護之人        | 根元歳三     | 古川政美     | 古川政美     | 臼田美夫            | 12月10日      |
| 第70話        |              | 被遺忘的住民        | 岡田麿里     | 林有紀       | 林有紀       | 徳田夢之介          | 12月17日      |
| 第71話        |              | 哥哥大暴走          | 田中哲生     | 西村純二     | 吉田俊司     | かどともあき        | 2006年 1月7日 |
| 第72話        |              | 被封印之物          | 面出明美     | 藤原良二     | 岡嶋国敏     | 桂木杏              | 1月14日       |
| 第73話        |              | 闇之鼓動            | 面出明美     | 古川政美     | 古川政美     | 波風立流            | 1月21日       |
| 第74話        |              | 真實的支配者        | 面出明美     | 林有紀       | 林有紀       | 臼田美夫            | 1月28日       |
| 第75話        |              | 太陽與月亮          | 面出明美     | 藤原良二     | 吉田俊司     | 藤井まき            | 2月4日        |
| 第76話        |              | 黑暗之中            | 面出明美     | 鎌倉由実     | 鎌倉由実     | 桂木杏              | 2月11日       |
| 第77話        |              | 魔王降臨            | 面出明美     | 西村純二     | 林有紀       | かどともあき        | 2月18日       |
| 第78話        |              | 直到再見之日!       | 面出明美     | 西村純二     | 西村純二     | 工藤裕加            | 2月25日       |

| 話數         | 日文標題     | 中文標題             | 脚本              | 分鏡              | 演出             | 作画監督                | 播放日期      |
| first season | first season | first season         | first season      | first season      | first season     | first season            | first season  |
| ------------ | ------------ | -------------------- | ----------------- | ----------------- | ---------------- | ----------------------- | ------------- |
| 第1話        |              | 魔王歸來             | 面出明美          | 西村純二          | 元永慶太郎       | 森本浩文                | 2008年 4月3日 |
| 第2話        |              | 魔王的條件           | 面出明美          | 西村純二          | 神保昌登         | 河南正昭                | 4月10日       |
| 第3話        |              | 魔王的決心           | 面出明美          | 西村純二          | まつもとよしひさ | 鈴木光司                | 4月17日       |
| 第4話        |              | 古雷塔和尤拉姆       | 根元歳三          | 鈴木芳成          | 吉田俊司         | ウクレレ善似郎          | 4月24日       |
| 第5話        |              | 萊拉的結婚           | 西村純二          | 小坂春女          | 則座誠           | 森本浩文                | 5月1日        |
| 第6話        |              | 潜入!大史瑪隆        | 面出明美          | 鈴木芳成          | 筑紫大介         | 鈴木彩子 ウクレレ善似郎 | 5月8日        |
| 第7話        |              | 宴會之夜             | 面出明美          | 加藤洋人          | 中村里美         | 長屋侑利子              | 5月15日       |
| 第8話        |              | 被囚的魔王           | 面出明美          | ボブ白旗          | 浅見松雄         | 山崎輝彦                | 5月22日       |
| 第9話        |              | 暗黒的杰內斯         | 面出明美          | 西村純二          | 神保昌登         | 森本浩文                | 5月29日       |
| 第10話       |              | 孔拉德與浚達         | 根元歳三          | 藤原良二          | まつもとよしひさ | 杉本光司                | 6月5日        |
| 第11話       |              | 新娘是阿尼西娜!?     | 根元歳三          | 加藤洋人          | 吉田俊司         | 加藤洋人                | 6月12日       |
| 第12話       |              | 勇者與三把劍         | 根元歳三          | 加藤敏幸          | 則座誠           | ウクレレ善似郎          | 6月19日       |
| 第13話       |              | 小史瑪隆王薩拉雷基   | 根元歳三          | 藤原良二          | 五月女有作       | 佐々木敏子 水谷麻美子   | 6月26日       |
| 第14話       |              | 水中映月             | 山口亮太 面出明美 | 福田道生          | 高林久弥         | 河南正昭 鈴木彩子       | 7月3日        |
| 第15話       |              | 風之搖籃曲           | 山口亮太 面出明美 | 高林久弥          | まつもとよしひさ | 菊永千里                | 8月7日        |
| 第16話       |              | 維恩科特的遺產       | 山口亮太 面出明美 | 加藤敏幸          | 木村崇裕         | 花輪美幸                | 8月14日       |
| 第17話       |              | 小史瑪隆的招待       | 面出明美          | 西村純二 加藤洋人 | 吉田俊司         | 河南正昭                | 8月21日       |
| 第18話       |              | 二位國王             | 根元歳三          | ボブ白旗          | 高本宣弘         | 番由紀子                | 8月28日       |
| 第19話       |              | 王的守護者           | 面出明美          | 小坂春女 西村純二 | 五月女有作       | 佐々木敏子 水谷麻美子   | 9月4日        |
| 第20話       |              | 為了朋友             | 根元歳三          | 高林久弥          | 浅見松雄         | 山崎輝彦                | 9月11日       |
| 第21話       |              | 痛苦的分別           | 根元歳三          | 鎌倉由実          | 筑紫大介         | ウクレレ善似郎          | 9月18日       |
| final        |              |                      |                   |                   |                  |                         |               |
| 第22話       |              | 圓桌旁的人們         | 岡田麿里          | 西村純二          | 木村崇裕         | 服部憲知 森本浩文       | 10月9日       |
| 第23話       |              | 艾魯誘拐事件         | 桑畑絹子          | ボブ白旗          | 吉田俊司         | 鈴木彩子 森本浩文       | 10月16日      |
| 第24話       |              | 被選中之人           | 山口亮太 面出明美 | 高村雄太 西村純二 | 大川原保豪       | 中本尚 清水勝祐         | 10月23日      |
| 第25話       |              | 荒野的追緝           | 根元歳三          | 加藤洋人          | 神保昌登         | 加藤洋人                | 10月30日      |
| 第26話       |              | 白烏鴉               | 面出明美          | 鎌倉由実          | まつもとよしひさ | 杉本光司                | 11月6日       |
| 第27話       |              | 神劍                 | 面出明美          | 西村純二 高林久弥 | 高林久弥         | ウクレレ善似郎 森本浩文 | 11月13日      |
| 第28話       |              | 發動                 | 桑畑絹子          | ボブ白旗          | 則座誠           | ウクレレ善似郎 森本浩文 | 11月20日      |
| 第29話       |              | 思念的盡頭           | 根元歳三          | 加藤洋人          | 筑紫大介         | 鈴木彩子 服部憲知       | 11月27日      |
| 第30話       |              | 開戰                 | 面出明美          | 鎌倉由実          | まつもとよしひさ | 菊永千里                | 12月4日       |
| 第31話       |              | 不在做魔王           | 山口亮太          | 川崎逸朗          | 吉田俊司         | 清水祐実 緒方浩美       | 12月11日      |
| 第32話       |              | 迎面襲來的青色之風   | 桑畑絹子 面出明美 | 高村雄太 西村純二 | 神保昌登         | 小田真弓                | 12月18日      |
| 第33話       |              | 預想之外的再會       | 根元歳三          | 岩永彰            | 高林久弥         | ウクレレ善似郎          | 12月25日      |
| 第34話       |              | 神聖的王國           | 面出明美          | 加藤洋人          | 木村崇裕         | 桂木杏 服部憲知         | 2009年 1月8日 |
| 第35話       |              | 未實現的約定         | 面出明美          | 鎌倉由実          | 浅見松雄         | 山崎輝彦                | 1月15日       |
| 第36話       |              | 真正的力量           | 桑畑絹子 面出明美 | 加藤洋人          | 吉田俊司         | 加藤洋人                | 1月22日       |
| 第37話       |              | 悲痛的咆哮           | 根元歳三 面出明美 | 藤原良二          | 則座誠           | 鈴木彩子 森本浩文       | 1月29日       |
| 第38話       |              | 回歸之所             | 面出明美          | 鎌倉由実 西村純二 | 神保昌登         | ウクレレ善似郎 緒方浩美 | 2月12日       |
| 第39話       |              | 期待能與你再會的那天 | 面出明美          | 鎌倉由実 西村純二 | 高林久弥         | 工藤裕加                | 2月19日       |

### 播放日程
| 播放電視台 | 季數  | 播放日期                                 | 播放時間                   | 備註                                           |
| ---------- | ----- | ---------------------------------------- | -------------------------- | ---------------------------------------------- |
| NHK BS2    | 第1季 | 2004年4月3日 - 2005年2月12日（全39話）   | 星期六 9時00分 - 9時25分   | 有重播                                         |
| NHK BS2    | 第2季 | 2005年4月2日 - 2006年2月25日（全39話）   | 星期六 9時00分 - 9時25分   |                                                |
| NHK BS2    | 第3季 | 2008年4月3日 - 2009年2月19日（全39話）   | 星期四 23時00分 - 23時25分 |                                                |
| NHK教育    | 第1季 | 2005年3月9日 - 12月14日（全41話）        | 星期三 24時00分 - 24時25分 |                                                |
| NHK教育    | 第2季 | 2006年4月6日 - 12月14日（全37話）        | 星期四 24時00分 - 24時25分 |                                                |
| NHK教育    | 第3季 | 2009年4月11日 - 2010年1月9日（全39話）   | 星期六 9時25分 - 9時50分   |                                                |
| NHK BShi   | 第1季 | 2009年4月3日 - 2010年2月12日（全39話）   | 星期五 19時00分 - 19時25分 |                                                |
| NHK BShi   | 第2季 | 2010年2月19日 - 2010年3月26日 （全39話） | 星期五 19時00分 - 19時25分 | 2010年3月30日 於星期二 18時00分 - 18時50分播出 |

### 書籍
- 2005年12月22日 ISBN 4-04-853928-0
- 2006年12月20日 ISBN 4-04-854073-4
- 2009年5月28日 ISBN 978-4-04-854355-2

## OVA
《今天是魔王! R》（今日からマ王! R）OVA於2007年開始發售，全5卷。
製作人員
- 原作 - 喬林知
- 人物原案 - 松本手毬
- 監督 - 西村純二
- 系列構成 - 面出明美
- 人物設計 - 工藤裕加
- 美術監督 - 小山俊久
- 音樂 - 吉川洋一郎
- 音響監督 - 高寺雄
- 動畫製作 - STUDIO DEEN
- 製作 - 真魔国王立電影局

主題曲
片頭曲「Romantic Morning」
作詞 - 坂本 / 作曲 - 太田 / 歌 - THE STAND UP
片尾曲「祕密的口袋」
作詞・作曲 -  / 歌・演奏 - THE STAND UP
各話列表
| 話数 | 日文標題 | 中文標題                 | 腳本     | 分鏡     | 演出     | 作画監督   | 發行日期       |
| ---- | -------- | ------------------------ | -------- | -------- | -------- | ---------- | -------------- |
| 1    |          | 小史馬隆的少年王（前篇） | 面出明美 | 西村純二 | 神保昌登 | 安田京弘   | 2007年10月26日 |
| 2    |          | 榮冠為誰而存             | 面出明美 | 西村純二 | 岡嶋国敏 | 波風立流   | 2007年11月30日 |
| 3    |          | 乾渴的風                 | 西村純二 | 西村純二 | 神保昌登 | 江森真理子 | 2007年12月28日 |
| 4    |          | 愛之少女                 | 西村純二 | 藤原良二 | 岡嶋国敏 | 波風立流   | 2008年2月29日  |
| 5    |          | 小史馬隆的少年王（後篇） | 面出明美 | 西村純二 | 吉田俊司 | 安田京弘   | 2008年3月28日  |

## 備註
1. ↑  Loo, Egan. . Anime News Network. 2008-02-05  [2020-05-15]. （原始内容存档于2021-01-26）.
2. ↑  "27"是作者喜歡的棒球原接球手的背上號碼
3. ↑  好像出了「患者的意思」「秘密的研究室」「有的包修理」「煩惱的緊身衣」「鐵打的交響樂團」「本月的布丁」，最受小孩子歡迎。

## 外部連結
- （日語）（魔）官方網站真魔國王立廣報室（角川書店）
- （日語）動畫「今天是魔王!」官方網站（NHK）
- （日語）OVA「今天是魔王! R」官方網站
- （日語）今天是魔王! 真魔國網誌（Animate）